# Lijst van personages uit Suske en Wiske
Hieronder volgt een (incomplete) lijst van personages die voorkomen in de stripverhalen van Suske en Wiske.
| Personage(s)                                                                                              | Eerste verschijnen                                                                   | Voorkomen in albums | Beschrijving |
| --- | ------------------------------------------------------------------------------------ | --- | --- |
| Suske | 1945-heden                                                                           | Het eiland Amoras (debuut), alle verhalen, behalve Rikki en Wiske in Chocowakije | beste vriend van Wiske |
| Wiske | 1945-heden                                                                           | Rikki en Wiske in Chocowakije (debuut), alle verhalen | kleine zus van Rikki, beste vriendin van Suske en nichtje van Tante Sidonia |
| Lambik | 1946-heden                                                                           | De sprietatoom (debuut), alle verhalen behalve De koning drinkt, Het eiland Amoras, Rikki en Wiske in Chocowakije, De suikerslaven | goede vriend van Suske en Wiske |
| Tante Sidonia                                                                                             | 1945-heden                                                                           | Rikki en Wiske in Chocowakije (debuut), alle verhalen, behalve Prinses Zagemeel en de verhalen uit de Blauwe reeks | tante van Rikki en Wiske |
| Jerom | 1953-heden                                                                           | De dolle musketiers (debuut) | oersterke vriend van de hoofdpersonages uit de prehistorie |
| Professor Barabas                                                                                         | 1945-heden                                                                           | Het eiland Amoras (debuut), De sprietatoom en vele andere | vrij oude professor, uitvinder van de teletijdmachine en is ook een vriend van Suske en Wiske |
| Schanulleke                                                                                               | 1945-heden                                                                           | Rikki en Wiske in Chocowakije (debuut), vele verhalen behalve de verhalen uit de Blauwe reeks, m.u.v. Het Spaanse spook | lappenpop van Wiske |
| Rikki | 1945 • 2003                                                                          | Rikki en Wiske in Chocowakije, De gevangene van Prisonov | grote broer van Wiske en neef van Tante Sidonia |
| Bukovin                                                                                                   | 1945 • 2003                                                                          | Rikki en Wiske in Chocowakije, De gevangene van Prisonov | Bukovin is de landskampioen boksen van het fictieve land Chocowakije |
| Ingenieur Wargaren                                                                                        | 1945 • 2021                                                                          | Rikki en Wiske in Chocowakije, De naamloze 9 en De drijvende dokters | Een verstrooide uitvinder die eigenlijk de voorloper van professor Barabas is. Hij is de bedenker van de rakettank, een voertuig dat werkt op afgeroomde melk, waarmee oorlogen sneller beëindigd kunnen worden, zodat er sneller met een nieuwe oorlog kan worden begonnen. Wargaren bewoont een villa in De Kempen, waar hij in alle rust aan zijn uitvindingen kan werken. Hij is daar de buurman van Rikki, die daar een buitenverblijf heeft. |
| J. Jansens                                                                                                | 1945                                                                                 | Rikki en Wiske in Chocowakije | Jansens is een Belgisch detective-generaal die Rikki in Chocowakije moet ontvangen. Als Rikki op de luchthaven landt, wacht Jansens hem buiten op in een kinderwagen, omdat de mannen van de Chocowaakse geheime dienst overal op de loer liggen. |
| Z. Zybiski of X27                                                                                         | 1945                                                                                 | Rikki en Wiske in Chocowakije | |
| Mijnheer Catchman                                                                                         | 1945                                                                                 | Rikki en Wiske in Chocowakije | leraar in zelfverdediging |
| Minister van Landsverdediging                                                                             | 1945                                                                                 | Rikki en Wiske in Chocowakije | |
| Mevrouw Kletsmeierski                                                                                     | 1945                                                                                 | Rikki en Wiske in Chocowakije | |
| De heer Biberonski                                                                                        | 1945                                                                                 | Rikki en Wiske in Chocowakije | |
| Pachter Naaszinski                                                                                        | 1945                                                                                 | Rikki en Wiske in Chocowakije | |
| Oliebollowitz                                                                                             | 1945                                                                                 | Rikki en Wiske in Chocowakije | |
| juffrouw Panachowitz                                                                                      | 1945                                                                                 | Rikki en Wiske in Chocowakije | |
| Jef Blaaskop                                                                                              | 1946 • 1951 • 1984 • 2002                                                            | Het eiland Amoras, De stalen bloempot, De verdwenen verteller, Amoris van Amoras | leenheer en leider van de Vetten |
| Sus Antigoon                                                                                              | 1946-1949 • 1960 • 1977-1978 • 1984 • 1996 • 2002 • 2007 • 2010-2012 • 2020 • 2023   | Het eiland Amoras, De zwarte madam, De zingende zwammen, De maffe maniak, De zingende kaars, De lieve Lilleham, Amoris van Amoras, Robotkop, De verdwenen verteller, De curieuze neuzen, De treiterende trien, De stuivende stad, Het lijdende Leiden, Suske de rat, Sooi en Sientje, Het gewiste Wiske en De harteloze Hein                             | over-over-over-overgrootvader van Suske |
| de Mageren                                                                                                | 1946 • 1951 • 1984 • 2002                                                            | Het eiland Amoras, De stalen bloempot, De verdwenen verteller, Amoris van Amoras | |
| de Vetten                                                                                                 | 1946 • 1951 • 1984 • 2002                                                            | Het eiland Amoras, De stalen bloempot, De verdwenen verteller, Amoris van Amoras | |
| Savantas                                                                                                  | 1946 • 1984 • 1997 • 2002 • 2018 • 2023                                              | De sprietatoom, Amoris van Amoras, De verraderlijke Vinson, De verdwenen verteller, Boemerang, De harteloze Hein | |
| Korneel en zijn vrouw                                                                                     | 1946                                                                                 | De sprietatoom | |
| Vitamitje                                                                                                 | 1946 • 1953 • 1972 • 1980-1981 • 1983 • 1992 • 1996 • 2002 • 2004-2006 • 2016 • 2023 | De sprietatoom,De tamtamkloppers, De boze boomzalver, De adellijke ark, De stoute steenezel, De botte botaknol, Sprookjesnacht aan zee, De tootootjes, De razende race, De verdwenen verteller, Paniek in Palermo, De lepe luis, Het mopperende masker, Game of Drones, De harteloze Hein                                                                | Professor Barabas geeft Vitamitje cadeau aan Suske en Wiske. |
| Arthur | 1946 • 1950 • 1953 • 1963 • 1974 • 1982 • 1984 • 1995 • 2000 • 2007 • 2011           | De vliegende aap, De witte uil, De tamtamkloppers, De sissende sampam, De bevende Baobab, De droevige duif, Amoris van Amoras, De averechtse aap, Lilli Natal, De venijnige vanger, De joviale Gille, De bananenzangers | broer van Lambik |
| Banana | 1946                                                                                 | De vliegende aap | |
| Boumbala                                                                                                  | 1946                                                                                 | De vliegende aap | |
| Putifar                                                                                                   | 1946 • 2011                                                                          | De vliegende aap, De bananenzangers | een ezel |
| Jambaba's                                                                                                 | 1946                                                                                 | De vliegende aap | |
| Serpentos                                                                                                 | 1946                                                                                 | De vliegende aap | |
| Kanga | 1946                                                                                 | De vliegende aap | slang |
| De Zwarte Madam                                                                                           | 1947 • 1960 • 1977 • 1984 • 2002 • 2010 • 2020 • 2023                                | De zwarte madam, Amoris van Amoras, De verdwenen verteller, De zingende zwammen, De maffe maniak , De stuivende stad , Sooi en Sientje , Het gewiste Wiske en De zoevende zusters | |
| Kludde | 1947 • 1984 • 2002 • 2010 • 2020 • 2023                                              | De zwarte madam, Amoris van Amoras, De verdwenen verteller, De stuivende stad , Het gewiste Wiske en De zoevende zusters | Knecht van De Zwarte Madam |
| Lange Wapper                                                                                              | 1947 • 1984 • 2002 • 2010 • 2020 • 2023                                              | De zwarte madam, Amoris van Amoras, De verdwenen verteller, De stuivende stad , Het gewiste Wiske en De zoevende zusters | Knecht van De Zwarte Madam |
| Boer Jef                                                                                                  | 1947                                                                                 | De zwarte madam | |
| Yolande                                                                                                   | 1947                                                                                 | De zwarte madam | Brusselse volksvrouw |
| Marie-Angèle                                                                                              | 1947                                                                                 | De zwarte madam | Brusselse volksvrouw |
| Koning Poefke                                                                                             | 1947                                                                                 | De koning drinkt | Middeleeuwse koning die aan een "droge lever" lijdt, maar dankzij een frisse pint bier er weer bovenop wordt geholpen. Een voorouder van tante Sidonia maakte kruidenzalfjes en drankjes voor Koning Poefke. |
| de Kannekijkers                                                                                           | 1947                                                                                 | De koning drinkt | |
| Sigisbald                                                                                                 | 1947                                                                                 | De koning drinkt | een dokter |
| Willibrord                                                                                                | 1947                                                                                 | De koning drinkt | een wachter |
| Koning Cactus                                                                                             | 1947                                                                                 | De koning drinkt | |
| de Droge Levers                                                                                           | 1947                                                                                 | De koning drinkt | |
| Sidi-ben-Moka                                                                                             | 1948                                                                                 | Prinses Zagemeel | tchouk-tchouk |
| Shehera-Sa-Gamell (prinses Zagemeel)                                                                      | 1948                                                                                 | Prinses Zagemeel | |
| Ali-ben-Salami                                                                                            | 1948                                                                                 | Prinses Zagemeel | een tovenaar |
| Poze-khes-oep                                                                                             | 1948                                                                                 | Prinses Zagemeel | een reus |
| Johan Matheus Lambik                                                                                      | 1948                                                                                 | De bokkerijders | een voorouder van Lambik die behoorde tot de bende van de Bokkenrijders die Limburg ooit onveilig maakte. Hij is gevangengenomen en veroordeeld wegens "diefte ende knevelarij bij nacht". Hij krijgt spijt van zijn daden en laat een brief achter voor zijn nazaten, waarin hij vraagt de vloek op te heffen die door zijn daden is veroorzaakt. |
| Thijs de Sprinkhaan                                                                                       | 1948                                                                                 | De bokkerijders | een bokkenrijder |
| de Zilveren bok                                                                                           | 1948                                                                                 | De bokkerijders | |
| de Salamander                                                                                             | 1948                                                                                 | De witte uil | |
| de Grote Mandarijn Sjam Foe-sjek                                                                          | 1948                                                                                 | De witte uil | |
| het Tijgerkorps der langstaarten van Sjam Foe-sjek                                                        | 1948                                                                                 | De witte uil | |
| Li-kwan                                                                                                   | 1948                                                                                 | De witte uil | |
| Toetenel                                                                                                  | 1948                                                                                 | De witte uil | een schildpad |
| prinses Tsji Tsji                                                                                         | 1948                                                                                 | De witte uil | |
| de Kortstaarten en de Langstaarten                                                                        | 1948                                                                                 | De witte uil | |
| Vredesduif                                                                                                | 1948                                                                                 | De witte uil, De droevige duif | |
| Don Persilos Y Vigoramba                                                                                  | 1948                                                                                 | Het Spaanse spook, Robotkop | het Spaanse spook |
| Alwina | 1948                                                                                 | Het Spaanse spook | een heks |
| Pieter Bruegel de Oude                                                                                    | 1948                                                                                 | Het Spaanse spook | |
| Roodrokken                                                                                                | 1948                                                                                 | Het Spaanse spook | |
| Meyers | 1948                                                                                 | Het Spaanse spook | een boekhandelaar |
| Don Alvarez de Tolede                                                                                     | 1948                                                                                 | Het Spaanse spook | hertog van Alva |
| Charel en Jef                                                                                             | 1948                                                                                 | De gekalibreerde kwibus | agenten |
| Brutos | 1948                                                                                 | De gekalibreerde kwibus | |
| De Generaal                                                                                               | 1948                                                                                 | De gekalibreerde kwibus | |
| kapitein Destoyer                                                                                         | 1948                                                                                 | De gekalibreerde kwibus | |
| Diogenes Van Syrope                                                                                       | 1948                                                                                 | De mottenvanger | |
| Tutofrutos                                                                                                | 1948                                                                                 | De mottenvanger | organisator van de Olympische Spelen |
| Schachtorex                                                                                               | 1948                                                                                 | De mottenvanger | |
| Pro-Pagandex of de Mottenvanger                                                                           | 1948                                                                                 | De mottenvanger | |
| Feniksen en Orakels                                                                                       | 1948                                                                                 | De mottenvanger | |
| Brutus | 1948                                                                                 | Bibbergoud | een leeuw |
| Sander | 1948                                                                                 | Bibbergoud | een treinmachinist |
| Joe en zijn vrouw                                                                                         | 1948                                                                                 | Bibbergoud | |
| Eenzame Eksteroog                                                                                         | 1948                                                                                 | Bibbergoud | een indiaan |
| Het Propere Hemd                                                                                          | 1948                                                                                 | Bibbergoud | een indiaan |
| Klein-Soepoog                                                                                             | 1948                                                                                 | Bibbergoud | een indiaan |
| Sitting Flower                                                                                            | 1948                                                                                 | Bibbergoud | een indiaan |
| Kid Karbonkel                                                                                             | 1948                                                                                 | Bibbergoud | |
| Lambiorix                                                                                                 | 1949                                                                                 | Lambiorix | hoofdman van de Eburonen en voorouder van Lambik |
| Arrivix en zijn volgelingen                                                                               | 1949                                                                                 | Lambiorix | |
| Dudela | 1949                                                                                 | Lambiorix | monster |
| Net de Anker / Carmencita Falasol                                                                         | 1950 • 1991 • 2006-2007 • 2023                                                       | De stierentemmer, Spruiten voor Sprotje, De weerwaterman, de stralende staf, De curieuze neuzen, De fabuleuze freak en De zoevende zusters | Carmencita Falasol is atoom- en operazangeres en de nicht van tante Sidonia en heet eigenlijk Net de Anker. Ze leurde vroeger met vis, maar ontmoette een Spanjaard. Ze trouwde met deze man, Don José del Rondello, en ging met hem naar Spanje. Ze hebben elkaar nog dikwijls geschreven, maar sedert het uitbreken van de oorlog heeft tante Sidonia haar nicht niet meer gezien of gehoord. Net noemt haar man Joske (Jopie in heruitgaven) en krijgt samen met hem een kindje, Sprotje. Kort na de geboorte van Sprotje brak de burgeroorlog uit. Tijdens een bombardement raakte Carmencita haar man kwijt en heeft ze hem nooit meer teruggezien. Op de kost te verdienen werd Carmencita een Spaanse zangeres en reisde met Sprotje door Europa, Londen en Parijs (in de opera van Parijs verwierf ze de naam atoomzangeres). Haar orkaanstem dankt ze aan het feit dat ze vroeger met vis leurde. Het blijkt dat de man van Carmencita een uitvinder is, en hij wordt bedreigd door gewelddadige stierenhandelaren. Een van de uitvindingen van Don José bedreigt de stierenhandel voor de stierengevechten namelijk. Don José is daarom ondergedoken. Later worden Sprotje en Joske nog eens ontvoerd door Krimson in Spruiten voor Sprotje (1991). We ontmoeten Carmencita opnieuw in album De weerwaterman (2006), zij zal het openingsgala van de Kunstlinie in Almere verzorgen. Toevallig zijn alle vrienden ook in Almere voor een signeersessie, en een vreemde man (Okeanos) in een elektrische rolstoel heeft veel belangstelling voor haar unieke zangstem. In De curieuze neuzen (2007) komt Net, samen met haar man en Sprotje, langs voor een familiefeest bij tante Sidonia. |
| Don José del Rondello (Jopie)                                                                             | 1950                                                                                 | De stierentemmer, Spruiten voor Sprotje, de stralende staf, De curieuze neuzen | een bijziende horlogemaker, uitvinder en is de man van Net de Anker. |
| Sprotje                                                                                                   | 1950                                                                                 | De stierentemmer, Spruiten voor Sprotje, De curieuze neuzen | kind van Net de Anker |
| capitano Schramoelio – de Gier van de Bergen                                                              | 1950                                                                                 | De stierentemmer | |
| Ramundo en Pedro                                                                                          | 1950                                                                                 | De stierentemmer | |
| Carmen Snijbonia                                                                                          | 1950                                                                                 | De stierentemmer | pseudoniem van tante Sidonia |
| de Banderillas, de Picadors                                                                               | 1950                                                                                 | De stierentemmer | |
| de heer Vingers van Strongarm                                                                             | 1950                                                                                 | De stierentemmer | |
| de Stalen Stier                                                                                           | 1950                                                                                 | De stierentemmer | |
| prins René III                                                                                            | 1948                                                                                 | De bronzen sleutel | |
| Prosper (reuzenmerou) met vrouw en kind                                                                   | 1948                                                                                 | De bronzen sleutel | |
| Brocca | 1948                                                                                 | De bronzen sleutel | een spion |
| Rongoir                                                                                                   | 1948                                                                                 | De bronzen sleutel | |
| Brachiosaurus                                                                                             | 1948                                                                                 | De bronzen sleutel | |
| Stalen Bloempotten                                                                                        | 1950                                                                                 | De stalen bloempot, Amoris van Amoras | |
| Farajilde                                                                                                 | 1950                                                                                 | De stalen bloempot | |
| Isabella                                                                                                  | 1950                                                                                 | De stalen bloempot | |
| stadhouder Alowisius Blaaskop                                                                             | 1950                                                                                 | De stalen bloempot | |
| Kanegem                                                                                                   | 1950                                                                                 | De stalen bloempot | alchimist van de stadhouder Blaaskop |
| Dokus Blaaskop                                                                                            | 1950                                                                                 | De stalen bloempot | |
| prins La-meling                                                                                           | 1951                                                                                 | Het zingende nijlpaard, Het vliegende bed | |
| prins Tof-Fen-Tip (Tip-entop)                                                                             | 1951                                                                                 | Het zingende nijlpaard, Het vliegende bed | |
| prinses Banylon                                                                                           | 1951                                                                                 | Het zingende nijlpaard, Het vliegende bed | |
| farao Tutankoffi                                                                                          | 1951                                                                                 | Het zingende nijlpaard | vader van prinses Banylon |
| de Sfinx met de bruine ogen                                                                               | 1951                                                                                 | Het zingende nijlpaard | |
| de Birri-Birri                                                                                            | 1951                                                                                 | Het zingende nijlpaard | |
| professor Fritz von Strohalm                                                                              | 1951                                                                                 | De ringelingschat | |
| De Tijd                                                                                                   | 1951                                                                                 | De ringelingschat | |
| Susfried en Jefheim                                                                                       | 1951                                                                                 | De ringelingschat | schildwachten |
| Mispel de dwerg                                                                                           | 1951                                                                                 | De ringelingschat | |
| Boobard                                                                                                   | 1951                                                                                 | De ringelingschat | sprekend paard met zes benen |
| Koning Hagen Kart-Offel von Ringeling                                                                     | 1951                                                                                 | De ringelingschat | |
| Bubilde                                                                                                   | 1951                                                                                 | De ringelingschat | een koningin |
| De Ringelingers                                                                                           | 1951                                                                                 | De ringelingschat | ridderministers |
| Faknier                                                                                                   | 1951                                                                                 | De ringelingschat | koning der holdwergen |
| To-Tal-Krieg                                                                                              | 1951                                                                                 | De ringelingschat | een draak |
| meester Houtmaai                                                                                          | 1951                                                                                 | De ringelingschat | een houtsnijder |
| meester Giovanni Rabakol                                                                                  | 1951                                                                                 | De Tartaarse helm | |
| Luigi | 1951                                                                                 | De Tartaarse helm | dwerg/lilliputter |
| Jezabel en moeder                                                                                         | 1951                                                                                 | De Tartaarse helm | |
| koopman                                                                                                   | 1951                                                                                 | De Tartaarse helm | |
| de mannen van Droesch-El-Omo                                                                              | 1951                                                                                 | De Tartaarse helm | |
| mannen van de Egyptische sultan Bibars                                                                    | 1951                                                                                 | De Tartaarse helm | |
| de dalai lama                                                                                             | 1951                                                                                 | De Tartaarse helm | gids |
| Marco Polo en zijn mannen                                                                                 | 1951                                                                                 | De Tartaarse helm | |
| Tsji Ling                                                                                                 | 1951                                                                                 | De Tartaarse helm | |
| kapitein Boesterink                                                                                       | 1951                                                                                 | Het bevroren vuur | |
| Pingwin                                                                                                   | 1951                                                                                 | Het bevroren vuur | dwerg en nar van de koning |
| koning Hermelijn en zijn dochters Krem, Alag, Las, Vani, Hil, Jeh, Choc, Ogla, Seeh, Dam, Bela, Anche     | 1951                                                                                 | Het bevroren vuur | |
| Sirhena                                                                                                   | 1951                                                                                 | Het bevroren vuur | koningin, zeemeermin; verwijst naar sirene |
| Friskhode Viking                                                                                          | 1951                                                                                 | Het bevroren vuur | |
| De koningin en haar zoon Daupin                                                                           | 1952                                                                                 | De dolle musketiers | |
| Marie-Angẻle                                                                                              | 1952                                                                                 | De dolle musketiers | hofpage van koningin |
| hertog Le Handru en zijn mannen                                                                           | 1952                                                                                 | De dolle musketiers | |
| Bikbellum                                                                                                 | 1952                                                                                 | De dolle musketiers | |
| Madeleine Fleuver                                                                                         | 1952                                                                                 | De schat van Beersel | actrice in de rol kasteelvrouw |
| Isodoor                                                                                                   | 1952                                                                                 | De schat van Beersel | gids |
| mijnheer Priem                                                                                            | 1952                                                                                 | De schat van Beersel | hypnotiseur, zie album de Tartaarse helm |
| graaf Hendrik van Witthem III en zijn vrouw Isabella van Spout                                            | 1952                                                                                 | De schat van Beersel | |
| de heer Philips van Kleef en zijn handlangers                                                             | 1952                                                                                 | De schat van Beersel | |
| Philippeke                                                                                                | 1952                                                                                 | De schat van Beersel | Philips van Witthem |
| hofmeester en de hofdames Aldegonde en Rosamunde                                                          | 1952                                                                                 | De schat van Beersel | |
| Alwina | 1952                                                                                 | De schat van Beersel | heks en moeder van de valkenier |
| Eugide en de derde drielingbroer van Isodoor                                                              | 1952                                                                                 | De schat van Beersel | |
| Marie-Angèle                                                                                              | 1952                                                                                 | De dolle musketiers | hofpage van koningin |
| hertog Le Handru en zijn mannen                                                                           | 1952                                                                                 | De dolle musketiers | |
| Bikbellum                                                                                                 | 1952                                                                                 | De dolle musketiers | |
| Dauphin                                                                                                   | 1952                                                                                 | De dolle musketiers | |
| Komplaas                                                                                                  | 1952                                                                                 | Het vliegende hart | een notaris |
| Prinsesje zonder naam                                                                                     | 1952                                                                                 | Het vliegende hart | |
| prins Koenrad                                                                                             | 1952                                                                                 | Het vliegende hart | |
| Willy Vandersteen                                                                                         | 1952                                                                                 | De sterrenplukkers, Het gouden paard (kort), De briesende bruid, De belhamel-bende, De verdwenen verteller, De parel in de lotusbloem, De 7 schaken, De zeven snaren (een cameo), De nare varaan, De belhamel-bende, De verdwenen verteller, Het machtige monument (als standbeeld), Sooi en Sientje                                                     | |
| kolonel S. Pion                                                                                           | 1952                                                                                 | De sterrenplukkers | |
| generaal K. Atapult                                                                                       | 1952                                                                                 | De sterrenplukkers | |
| Achille                                                                                                   | 1952                                                                                 | De sterrenplukkers | |
| Sander | 1952                                                                                 | De sterrenplukkers | |
| Jef | 1952                                                                                 | De sterrenplukkers | agent |
| Adelaïde                                                                                                  | 1952                                                                                 | De sterrenplukkers | dame |
| Albert en Marie                                                                                           | 1952                                                                                 | De sterrenplukkers | |
| Klosjar                                                                                                   | 1952                                                                                 | De sterrenplukkers | beeldhouwer/dichter; verwijst naar clochard |
| de fee van Goeden Wil                                                                                     | 1952                                                                                 | De sterrenplukkers | |
| Prosper                                                                                                   | 1952                                                                                 | De sterrenplukkers | |
| Monomme                                                                                                   | 1952                                                                                 | De sterrenplukkers | een apache |
| Marianneke                                                                                                | 1952                                                                                 | De sterrenplukkers | |
| oom Fons en zijn familie                                                                                  | 1952                                                                                 | De lachende wolf | |
| Royal Canadian Mounted Police                                                                             | 1952                                                                                 | De lachende wolf | |
| Rosse John                                                                                                | 1952                                                                                 | De lachende wolf, De curieuze neuzen en SOS Snowbell | neef van tante Sidonia |
| Big Snowbell                                                                                              | 1952 • 2007 • 2018 • 2023                                                            | De lachende wolf,De curieuze neuzen , SOS Snowbell en De zoevende zusters | |
| Mac Hunter                                                                                                | 1952                                                                                 | De lachende wolf | een politieagent |
| Kazhan | 1952                                                                                 | De lachende wolf | een wolf |
| Rejha | 1952                                                                                 | De lachende wolf | een wolvinnetje |
| Johan Sebastian de Brabander                                                                              | 1953                                                                                 | De knokkersburcht | een reporter |
| Mac Truffel                                                                                               | 1953                                                                                 | De knokkersburcht | hoofdman van The Black Hand Clan |
| dochter Ellen                                                                                             | 1953                                                                                 | De knokkersburcht | dochter van Mac Truffel |
| lord Notsomad                                                                                             | 1953                                                                                 | De knokkersburcht | |
| de Stijve Boord                                                                                           | 1953                                                                                 | De tamtamkloppers | |
| Ju-Jubekesstam                                                                                            | 1953                                                                                 | De tamtamkloppers | |
| Bolobo de tovenaar                                                                                        | 1953                                                                                 | De tamtamkloppers | |
| Bibop | 1953                                                                                 | De tamtamkloppers | leider van de Joerangetangs |
| Bongo de leeuw                                                                                            | 1953                                                                                 | De tamtamkloppers | |
| Torocolos                                                                                                 | 1953                                                                                 | Het geheim van de gladiatoren | broertje van directeur |
| Nero | 1953                                                                                 | Het geheim van de gladiatoren | keizer Nero |
| de Schim                                                                                                  | 1953                                                                                 | Het geheim van de gladiatoren | |
| Chlorofilus                                                                                               | 1953                                                                                 | Het geheim van de gladiatoren | |
| Titus | 1953                                                                                 | Het geheim van de gladiatoren en Het verloren verleden | een leeuw |
| Archimedes                                                                                                | 1953                                                                                 | Het geheim van de gladiatoren | een alchemist, behoort tot de keizerlijke familie |
| Claudius en Marcus                                                                                        | 1953                                                                                 | Het geheim van de gladiatoren | bevelhebbers van de keizerlijke vloot |
| X37 | 1953                                                                                 | De circusbaron | |
| Seppe | 1953                                                                                 | De circusbaron | |
| Jakke | 1953                                                                                 | De circusbaron | |
| Patske | 1953                                                                                 | De circusbaron | |
| Jumbo | 1953                                                                                 | De circusbaron | een olifant |
| Radja | 1953                                                                                 | De circusbaron | een koningstijger |
| professor B. Rabbel de buikspreker - agent P. Akkeman van de Tegenspionage                                | 1953                                                                                 | De circusbaron | |
| Tazzan | 1953                                                                                 | De circusbaron | een dierentemmer |
| Roberto                                                                                                   | 1953                                                                                 | De circusbaron | een goochelaar – de onzichtbare directeur |
| Jack | 1953                                                                                 | De circusbaron | een scherpschutter |
| Joppe | 1953                                                                                 | De circusbaron | |
| Kery | 1953                                                                                 | De circusbaron | |
| Baron van Stiefrijke                                                                                      | 1954                                                                                 | De tuf-tuf-club | De baron is een voorouder van tante Sidonia. Hij houdt erg van auto's en woont in de negentiende eeuw op een kasteel bij Kommersbonten. Bij zijn domein hoort ook "het Duivelsveld" met daarop een steenkring. Baron van Stiefrijke weigert het Duivelsveld te verkopen aan heks Kovertol en rijdt later per ongeluk haar raaf dood. Dan wordt hij door de heks vervloekt en het dorp krijgt problemen met de geheimzinnige Tuf-Tuf-club. |
| Bert Kaduum                                                                                               | 1954                                                                                 | De tuf-tuf-club | veldwachter |
| Kovertol                                                                                                  | 1954                                                                                 | De tuf-tuf-club | een heks |
| de Zwarte Raaf                                                                                            | 1954                                                                                 | De tuf-tuf-club en De verdwenen verteller | |
| de Tuf-Tuf-club                                                                                           | 1954                                                                                 | De tuf-tuf-club | |
| Hippoliet                                                                                                 | 1954                                                                                 | De tuf-tuf-club | knecht van baron van Stiefrijke |
| boer Struif                                                                                               | 1954                                                                                 | De tuf-tuf-club | |
| excellentie D. Hikkop                                                                                     | 1954                                                                                 | De speelgoedzaaier | eerste minister van Bazaria |
| P. Histon                                                                                                 | 1954                                                                                 | De speelgoedzaaier | kolonel van Bazaria |
| koning Oktave I                                                                                           | 1954                                                                                 | De speelgoedzaaier | |
| de Schaduw                                                                                                | 1954                                                                                 | De speelgoedzaaier | |
| piloot X.Y.Z. 17                                                                                          | 1954                                                                                 | De speelgoedzaaier | |
| Neutronis en Atomas                                                                                       | 1954                                                                                 | De speelgoedzaaier | |
| Costo | 1954                                                                                 | De gezanten van Mars | een commandant ter zee en bevelhebber van de dienst voor diepzee-onderzoek |
| Cordin en zijn zoon Antoine                                                                               | 1954                                                                                 | De gezanten van Mars | |
| Tony | 1954                                                                                 | De gezanten van Mars | |
| Petaritz                                                                                                  | 1954                                                                                 | De gezanten van Mars | een geheim agent |
| X17 | 1954                                                                                 | De gezanten van Mars | |
| generaal Mesailes                                                                                         | 1954                                                                                 | De gezanten van Mars | |
| professor Trouvtou                                                                                        | 1954                                                                                 | De gezanten van Mars | |
| professor Spinkopz                                                                                        | 1954                                                                                 | De gezanten van Mars | |
| Jan van Dieperdale                                                                                        | 1955                                                                                 | De ijzeren schelvis | |
| Nikki | 1955                                                                                 | De ijzeren schelvis, De bonkige baarden | een zeemeermin |
| kapitein Hanker                                                                                           | 1955                                                                                 | De ijzeren schelvis | |
| stuurman Rhoer                                                                                            | 1955                                                                                 | De ijzeren schelvis | |
| matroos Zwabber                                                                                           | 1955                                                                                 | De ijzeren schelvis | |
| Sjam en Foeters                                                                                           | 1955                                                                                 | De ijzeren schelvis | |
| Soemarina en Krustax                                                                                      | 1955                                                                                 | De ijzeren schelvis, De bonkige baarden | ouders van Nikki |
| Walrux | 1955                                                                                 | De ijzeren schelvis | walvis |
| Akuwax | 1955                                                                                 | De ijzeren schelvis | watergeest en verzorger van oesterbank |
| de Snor                                                                                                   | 1956                                                                                 | De snorrende snor, De ongelooflijke Thomas, De curieuze neuzen | vader van tante Sidonia |
| Dinges-sen van planeet Fiksion                                                                            | 1956                                                                                 | De snorrende snor | |
| agent 17 en commissaris                                                                                   | 1956                                                                                 | De snorrende snor, Het zoemende ei | |
| Kiko | 1956                                                                                 | De snorrende snor | |
| hoofdman Ag-Ben-Fuut en zijn bende                                                                        | 1956                                                                                 | De snorrende snor | |
| het leger van de Verbonden Naties                                                                         | 1956                                                                                 | De snorrende snor | |
| prinses Sholo-Fly                                                                                         | 1957                                                                                 | De stemmenrover | |
| Komikio                                                                                                   | 1957                                                                                 | De stemmenrover | sterrenwichelaar van de prinses |
| de heer Van Zwollem                                                                                       | 1957                                                                                 | Het sprekende testament (debuut), De klankentapper, De gladde glipper, De kaartendans, Het vliegende bed, De goalgetter, De stralende staf, De ongelooflijke Thomas en andere | geesteszieke man die in een kasteel woont |
| Anne-Marie Van Zwollem                                                                                    | 1957                                                                                 | Het sprekende testament (debuut), De kaartendans, De gladde glipper, Het vliegende bed, De kaartendans, De goalgetter, De stralende staf, De ongelooflijke Thomas en andere | dochter van heer Van Zwollem |
| chef Jansen                                                                                               | 1957                                                                                 | Het sprekende testament | |
| meneer Peeters                                                                                            | 1957                                                                                 | Het sprekende testament | |
| H. Hiks                                                                                                   | 1957                                                                                 | Het sprekende testament | een notaris |
| tuinman Dorus                                                                                             | 1957                                                                                 | Het sprekende testament | |
| Emilie | 1957                                                                                 | Het sprekende testament | ekster |
| agent van Snuffelen                                                                                       | 1958                                                                                 | Het vliegende bed | |
| Alwina | 1958                                                                                 | De duistere diamant | |
| Baron Rijkopers                                                                                           | 1958                                                                                 | De duistere diamant | |
| De Vierschaar                                                                                             | 1958                                                                                 | De duistere diamant | |
| de Zwarte Ridder                                                                                          | 1958                                                                                 | De duistere diamant | |
| de geest van de Alchemist                                                                                 | 1958                                                                                 | De duistere diamant | voorouder van Alwina |
| Bessy | 1958                                                                                 | De zwarte zwaan | beroemde (strip)hond |
| de Zwarte Zwaan                                                                                           | 1958                                                                                 | De zwarte zwaan | |
| Lasido en Remifa                                                                                          | 1958                                                                                 | De zwarte zwaan, Lasido speelt ook mee in album Jeromba de Griek | |
| Carlos en zijn Spaanse vrouw en dochtertje                                                                | 1958                                                                                 | De zwarte zwaan | |
| Miguel Monaleta                                                                                           | 1958                                                                                 | De zwarte zwaan | |
| Fernando Cortez                                                                                           | 1958                                                                                 | Het gouden paard | |
| Montezuma                                                                                                 | 1958                                                                                 | Het gouden paard | |
| Don Alvarez de Leon                                                                                       | 1958                                                                                 | Het gouden paard | in dienst van Fernando Cortez – conquistador |
| Dokus de molenaar                                                                                         | 1958                                                                                 | Het gouden paard | |
| Pepite | 1958                                                                                 | Het gouden paard | het gouden paard |
| aanhangers Vasquez en piraten                                                                             | 1958                                                                                 | Het gouden paard | |
| Geronimo                                                                                                  | 1958                                                                                 | Het gouden paard | |
| Tabascanen                                                                                                | 1958                                                                                 | Het gouden paard | |
| hoofdpriester Axaya                                                                                       | 1958                                                                                 | Het gouden paard | |
| Theofiel Boemerang                                                                                        | 1959                                                                                 | De Texasrakkers (debuut), De windmakers, De wolkeneters, De schone slaper, De bokkige bombardon, De bezeten bezitter, De slimme slapjanus, De begeerde berg, Big Mother, De ongelooflijke Thomas, De formidabele fantast, De blikken blutser, De tikkende tinkan, De stralende staf, De laaiende linies en Boemerang                                     | buurman van Lambik |
| Bill | 1959                                                                                 | De Texasrakkers | matroos van The Seahawk/smokkelaar |
| Jim Parasijt en zijn bende                                                                                | 1959                                                                                 | De Texasrakkers | schurk |
| Sheriff Cooper van Dumb City                                                                              | 1959                                                                                 | De Texasrakkers | |
| Slungel Slinger                                                                                           | 1959                                                                                 | De Texasrakkers | de snelste schutter |
| Miss Missess                                                                                              | 1959                                                                                 | De Texasrakkers | onderwijzeres |
| Marlon (Teddy Boy)                                                                                        | 1959                                                                                 | De Texasrakkers | |
| Jace Pearson                                                                                              | 1959                                                                                 | De Texasrakkers | texas-Ranger |
| Clay Morgan                                                                                               | 1959                                                                                 | De Texasrakkers | texas-Ranger, belandde in fles in Europa |
| professor Robijn                                                                                          | 1960                                                                                 | De gouden cirkel | |
| Snoeffel & Gaffel                                                                                         | 1960                                                                                 | De gouden cirkel, Het kregelige ketje, De verdwenen verteller en Het verloren verleden | |
| professor Watanabe en zijn vrouw                                                                          | 1960                                                                                 | De gouden cirkel | |
| Sumo-worstelaars                                                                                          | 1960                                                                                 | De gouden cirkel | |
| Miss Trinidad                                                                                             | 1960                                                                                 | De gouden cirkel | |
| professor Maramba                                                                                         | 1960                                                                                 | De gouden cirkel | |
| de Sekte van Het Kwade Oog                                                                                | 1960                                                                                 | De gouden cirkel | |
| de Sekte van Het Blauwe Oog                                                                               | 1960                                                                                 | De gouden cirkel | |
| de Sekte van Het Groene Oog                                                                               | 1960                                                                                 | De gouden cirkel | |
| dokter Sasayam                                                                                            | 1960                                                                                 | De gouden cirkel | |
| professor Wong                                                                                            | 1960                                                                                 | De gouden cirkel | |
| dokter Rabingore                                                                                          | 1960                                                                                 | De gouden cirkel | |
| gezagvoerder Vanos                                                                                        | 1960                                                                                 | De gouden cirkel | |
| Marleentje Daelmans en haar kindermeisje                                                                  | 1960                                                                                 | De zingende zwammen | |
| de heer Daelmans                                                                                          | 1960                                                                                 | De zingende zwammen | |
| Frans | 1960                                                                                 | De zingende zwammen | ballonnenverkoper |
| Lili, Lolo en Lala Feriteel                                                                               | 1960                                                                                 | De zingende zwammen, Sooi en Sientje | feeën; Lili speelt ook mee in De schone slaper |
| Panjub en Banar                                                                                           | 1960                                                                                 | De zingende zwammen | de goochelaars van de Mysteria barak |
| Grog de Clown met zijn vrouw en dochtertje Kiki                                                           | 1960                                                                                 | De zingende zwammen | |
| Mie Karabijn                                                                                              | 1960                                                                                 | De zingende zwammen | schiettent |
| Victor | 1960                                                                                 | De zingende zwammen | gebakkraam |
| fee Fantasia                                                                                              | 1960                                                                                 | De zingende zwammen | fee Fantasia heeft een tehuis voor gepensioneerde tovenaars, elfen en feeën, die door de moderne techniek "overbodig" zijn geworden. Dit "tehuis" wordt ook Fantasia genoemd en bevindt zich in de wolken. |
| mijnheer Janssens                                                                                         | 1961                                                                                 | De klankentapper | werkt bij het Ministerie |
| Nanette Lenoir en haar rijke ouders                                                                       | 1961                                                                                 | De klankentapper | Nanette komt ook voor in De terugkeer van de lepe luis |
| de Spin                                                                                                   | 1961                                                                                 | De klankentapper | |
| Dikke Dorus                                                                                               | 1961                                                                                 | De klankentapper | |
| Linke Leo                                                                                                 | 1961                                                                                 | De klankentapper | |
| Ko Krols                                                                                                  | 1961                                                                                 | De klankentapper | nachtwaker cellofaanfabriek |
| inspecteur Duval van Interpol                                                                             | 1961                                                                                 | De klankentapper | agent |
| Tobias | 1962                                                                                 | Het hondenparadijs, De kaartendans, De mollige marmotten, Amoris van Amoras, De verraderlijke Vinson, De mysterieuze mijn, Het verdronken land, De grappen van Lambik, Klein Suske en Wiske en Het gewiste Wiske | hond van Suske en Wiske |
| Dolly | 1962                                                                                 | Het hondenparadijs, De mollige marmotten | |
| mijnheer Albert                                                                                           | 1962                                                                                 | De kwakstralen | baas van de speelgoedwinkel |
| Gladde, G.Ouden en K.Alf                                                                                  | 1962                                                                                 | De kwakstralen | |
| Pamora en Mamora en de Bébamoras                                                                          | 1962                                                                                 | De kwakstralen | wezentjes van de planeet Kwakurnus |
| B. Hucht                                                                                                  | 1962                                                                                 | De kaartendans | marktkoopman |
| markies Matuvu                                                                                            | 1962                                                                                 | De kaartendans | |
| Krimson                                                                                                   | 1963                                                                                 | Het rijmende paard (debuut), De malle mergpijp, De sissende sampan, Het zoemende ei, De Efteling-elfjes, De Krimson-crisis, De verdwenen verteller, Amoris van Amoras, Sprookjesnacht aan zee, Tegen de ZZZ, De gouden friet, Kaapse kaalkoppen, De maffe maniak, De bloedbroeder, De bosbollebozen, De pronte professor, Krimsonia, Sooi en Sientje ... | misdadiger, meesterschurk en vijand van Suske en Wiske |
| Freddy Wouters en een werknemer van manege de Stal                                                        | 1963                                                                                 | Het rijmende paard | |
| Slugger                                                                                                   | 1963                                                                                 | Het rijmende paard | |
| Porthos                                                                                                   | 1963                                                                                 | Het rijmende paard | paard |
| Achiel | 1963                                                                                 | Het rijmende paard, De malle mergpijp, De Krimson-crisis, Krimsonia, De bloedbroeder, De bosbollebozen en vrijwel alle andere verhalen met Krimson | hulp van Krimson |
| Toba | 1963                                                                                 | Het rijmende paard | onderwatervisser |
| Sint Maarten en zijn paard                                                                                | 1963                                                                                 | Het rijmende paard | |
| Twistorix, Pintorix en Zanziorix                                                                          | 1964                                                                                 | De nerveuze Nerviërs | bosgeesten |
| Santérix en zijn vrouw Kokadildis                                                                         | 1964                                                                                 | De nerveuze Nerviërs | |
| Gertrudildis                                                                                              | 1964                                                                                 | De nerveuze Nerviërs | |
| Zware Jeforix                                                                                             | 1964                                                                                 | De nerveuze Nerviërs | |
| Libeldildis                                                                                               | 1964                                                                                 | De nerveuze Nerviërs | bosnimf |
| Corpus Rondix                                                                                             | 1964                                                                                 | De nerveuze Nerviërs | romeins veldheer |
| Cristobal                                                                                                 | 1964                                                                                 | Het zoemende ei | gids |
| Kobee en Sheba                                                                                            | 1964                                                                                 | Het zoemende ei | |
| Justisjustos                                                                                              | 1964                                                                                 | Het zoemende ei | indianen |
| Patato | 1964                                                                                 | Het zoemende ei | tovenaar |
| meneer Erdemelcher (X)                                                                                    | 1964                                                                                 | De koddige kater | |
| Hans | 1964                                                                                 | De koddige kater | bediende |
| de burgemeester van Altenfels en zijn vrouw Hildgarde                                                     | 1964                                                                                 | De koddige kater | |
| Siegfried                                                                                                 | 1964                                                                                 | De koddige kater | koddige kater |
| Nonoletta                                                                                                 | 1964                                                                                 | De koddige kater | poes |
| Janus | 1965                                                                                 | De schone slaper | boef |
| Kemal | 1965                                                                                 | Jeromba de Griek | Turk |
| Borus | 1965                                                                                 | Jeromba de Griek | Bulgaar |
| Stantijn                                                                                                  | 1965                                                                                 | Jeromba de Griek | kruisvaarder |
| Dulle Griet                                                                                               | 1966                                                                                 | De dulle griet | |
| Lowie | 1966                                                                                 | De dulle griet | agent |
| Fantamoer                                                                                                 | 1967                                                                                 | De poenschepper | |
| Lowie | 1967                                                                                 | De poenschepper | agent |
| Mazoetan                                                                                                  | 1967                                                                                 | De poenschepper | |
| Belzabel                                                                                                  | 1967                                                                                 | De poenschepper | |
| Cyriel | 1967                                                                                 | De poenschepper | chauffeur van Lambik |
| Firmin | 1967                                                                                 | De poenschepper | personeel van Lambik |
| Zybsko | 1967                                                                                 | De poenschepper | ex-boottrekker van de Wolga |
| Lowie en Charel                                                                                           | 1967                                                                                 | De poenschepper | bewakers |
| Jakke | 1967                                                                                 | Het mini-mierennest | |
| kapitein Kwovadis                                                                                         | 1967                                                                                 | Het mini-mierennest | verwijst naar Quo vadis? |
| Loumba en Amalia                                                                                          | 1967                                                                                 | Het mini-mierennest | |
| Sitting Chief en Pin-Hu-Pe                                                                                | 1967                                                                                 | Het mini-mierennest | |
| Rajam en Kala en hun heilige koe                                                                          | 1967                                                                                 | Het mini-mierennest | |
| Rebecca en haar man                                                                                       | 1967                                                                                 | Het mini-mierennest | Israëlieten |
| Ben Amaij en zijn vrouw                                                                                   | 1967                                                                                 | Het mini-mierennest | Arabieren |
| Kwancy Nang en haar man                                                                                   | 1967                                                                                 | Het mini-mierennest | |
| Fred van Telramund                                                                                        | 1968                                                                                 | De briesende bruid | |
| koning Henderik                                                                                           | 1968                                                                                 | De briesende bruid | |
| de Zwaanridder                                                                                            | 1968                                                                                 | De briesende bruid | Lohengrin |
| Blauwbaard                                                                                                | 1968                                                                                 | De briesende bruid | |
| Anna en haar twee broers                                                                                  | 1968                                                                                 | De briesende bruid | huishoudster |
| Diana en haar vader                                                                                       | 1968                                                                                 | De briesende bruid | britse toeristen |
| sjeik El Rui-Genteen                                                                                      | 1968                                                                                 | De briesende bruid | |
| sjeik El Plé-Buij                                                                                         | 1968                                                                                 | De briesende bruid | |
| Bagdada                                                                                                   | 1968                                                                                 | De briesende bruid | paard |
| Anthony Fokker                                                                                            | 1968                                                                                 | De briesende bruid | |
| Slabovitch en Snobiënski                                                                                  | 1968                                                                                 | De briesende bruid | |
| Fritz | 1968                                                                                 | De briesende bruid | |
| Fé Holksong                                                                                               | 1968                                                                                 | De briesende bruid | |
| Jonathan                                                                                                  | 1969                                                                                 | De junglebloem | |
| Monky | 1969                                                                                 | De junglebloem | aapje van Jonathan |
| Jerrykan                                                                                                  | 1969                                                                                 | De junglebloem | de catcher - Shere Khan |
| Kaa | 1969                                                                                 | De junglebloem | slangenmens |
| Bandar-log                                                                                                | 1969                                                                                 | De junglebloem | wilde apen |
| Barbra | 1969                                                                                 | De junglebloem | wit apinnetje |
| Akela en wolfjes                                                                                          | 1969                                                                                 | De junglebloem | |
| Gabriël                                                                                                   | 1971                                                                                 | Het brommende brons | gepensioneerd werknemer monumentenzorg |
| Feesles                                                                                                   | 1971                                                                                 | Het brommende brons | |
| de Gladde                                                                                                 | 1971                                                                                 | Het brommende brons | |
| Jatter | 1971                                                                                 | Het brommende brons | |
| Jef en Charel                                                                                             | 1971                                                                                 | Het brommende brons | stadsdienst |
| Moe Mie                                                                                                   | 1972                                                                                 | De malle mergpijp, De slimme slapjanus | ze is de moeder van Jerom en komt voor het eerst voor in De malle mergpijp (1972). De geest van Moe Mie vertelt over de jeugd van Jerom, een sjamaan heeft magisch poeder op een tekening van Jerom geblazen zodat hij enorm sterk werd. De vader van Jerom is omgekomen tijdens de oorlog tegen de grotkastaars en Jerom is weggespoeld tijdens een grote overstroming en kwam in het ijs vast te zitten. In De jungleschatjes, een album uit de stripreeks van Jerom, komt Moe Mie ook voor, Jerom bezoekt haar op haar eiland en maakt kennis met zijn neefje en nichtje (Drammer en Roetsje). In De slimme slapjanus (1993) komt Moe Mie opnieuw voor, ditmaal is ze aanwezig in het geheugen van Jerom en de vrienden ontdekken dat de jagers gestopt zijn met hun werk nu Toer-tist rondfietst op zijn saurusfiets. Toer-tist blijkt "het slappe deel" van Jerom te zijn, dit is veroorzaakt door de toverspreuk van de sjamaan. Doordat de jagers niet meer jagen, worden de grotkastaars weer machtiger in de prehistorische wereld. In De primitieve paljassen (2006) komt een zeer sterk oermens per ongeluk in de "huidige" tijd terecht in plaats van Jerom, als hij een foto van Moe Mie ziet staan bedaart hij eindelijk. Dit blijkt een broer van Moe Mie te zijn, en dus een oom van Jerom, en na het zien van de moderne uitvindingen wil hij graag snel naar de oertijd terug. |
| Lowie | 1972                                                                                 | De malle mergpijp | agent |
| Dikke Troela                                                                                              | 1973                                                                                 | Het ros Bazhaar | waarzegster en heks |
| het ros Bazhaar                                                                                           | 1973                                                                                 | Het ros Bazhaar | |
| Juul en zijn vrouw                                                                                        | 1973                                                                                 | Het ros Bazhaar | |
| Sleffer                                                                                                   | 1973                                                                                 | De bevende Baobab | de leeuw |
| Kolake | 1973                                                                                 | De bevende Baobab | pygmee |
| Maroef | 1974                                                                                 | De poezelige poes | witte poes met zwart puntje aan staart |
| Juul en Jeanne                                                                                            | 1974                                                                                 | De poezelige poes | |
| Jef | 1974                                                                                 | De poezelige poes | stroper |
| Fifi | 1974                                                                                 | De poezelige poes | hond |
| Abboe Simpel                                                                                              | 1974                                                                                 | De poezelige poes | |
| farao Tut-Smos-Tis                                                                                        | 1974                                                                                 | De poezelige poes | |
| Trifon Remolo                                                                                             | 1974                                                                                 | De poezelige poes | directeur van de grote opera |
| De Grote Klep                                                                                             | 1974                                                                                 | De poezelige poes | zanglerares |
| S. en L. Oebers                                                                                           | 1974                                                                                 | De poezelige poes | |
| Mefisto                                                                                                   | 1974                                                                                 | De poppenpakker | de duivel |
| Semar Wajang                                                                                              | 1974                                                                                 | De poppenpakker | Indonesisch poppenspeler |
| Mama Rosetta                                                                                              | 1974                                                                                 | De poppenpakker | zigeuner |
| Stieros Zibsko en zijn vier broers                                                                        | 1974                                                                                 | De poppenpakker | |
| Pierrot                                                                                                   | 1974                                                                                 | De poppenpakker | |
| Patske | 1974                                                                                 | De poppenpakker | |
| Jan Klaassen en Katrijn                                                                                   | 1974                                                                                 | De poppenpakker | |
| de Reus, de Schele en de Kop en andere poppen van de Poesje en de Koninklijke Poppenschouwburg Van Campen | 1974                                                                                 | De poppenpakker | |
| mevrouw Dobrefsko                                                                                         | 1974                                                                                 | Toffe Tiko | vrouw van ambassadeur Dorbanië |
| Nina Dobrefsko                                                                                            | 1974                                                                                 | Toffe Tiko | |
| Tiko | 1974                                                                                 | Toffe Tiko | |
| Vader Tijd                                                                                                | 1974                                                                                 | Toffe Tiko | |
| de Tijdstipjes                                                                                            | 1974                                                                                 | Toffe Tiko | |
| de Tijdrovers                                                                                             | 1974                                                                                 | Toffe Tiko | |
| Hippus het zeeveulen                                                                                      | 1975                                                                                 | Hippus het zeeveulen | zeeveulen |
| Lotje | 1975                                                                                 | Beminde Barabas | |
| markiezin de Plomb de Zinc                                                                                | 1975                                                                                 | Beminde Barabas | |
| Massaker en zijn roversbende                                                                              | 1975                                                                                 | Beminde Barabas | |
| Marieke en haar vriend                                                                                    | 1975                                                                                 | De bokkige bombardon | |
| Fanfaron                                                                                                  | 1975                                                                                 | De bokkige bombardon | instrumentenmaker |
| de Baffelkassen                                                                                           | 1975                                                                                 | De bokkige bombardon | |
| Hultrasson                                                                                                | 1975                                                                                 | De bokkige bombardon | monster/machine |
| Celestine Boemerang                                                                                       | 1975                                                                                 | De bokkige bombardon, De windmakers, de stralende staf, De tikkende tinkan | Celestien |
| de Oskorei                                                                                                | 1976                                                                                 | Het verborgen volk | verwijst naar Wilde Jacht |
| Fossengrim                                                                                                | 1976                                                                                 | Het verborgen volk | muzikale geest |
| Nils en zijn witte paard                                                                                  | 1976                                                                                 | Het verborgen volk | dwerggeest |
| Elise en haar vader Olav                                                                                  | 1976                                                                                 | Het verborgen volk | Huldufólk |
| Charel | 1976                                                                                 | De raap van Rubens | medewerker van museum |
| Peter Paul Rubens                                                                                         | 1976                                                                                 | De raap van Rubens | |
| Isabella Brant                                                                                            | 1976                                                                                 | De raap van Rubens | vrouw van Rubens |
| Antoon van Dyck                                                                                           | 1976                                                                                 | De raap van Rubens | |
| Jacob Jordaens                                                                                            | 1976                                                                                 | De raap van Rubens | |
| David Teniers                                                                                             | 1976                                                                                 | De raap van Rubens | |
| Kosjon en zijn rabauwen                                                                                   | 1976                                                                                 | De raap van Rubens | hoofdman |
| aartshertog Albrecht en Isabella                                                                          | 1976                                                                                 | De raap van Rubens | |
| de Grote Kwak en de Kwakzalvers                                                                           | 1976                                                                                 | De raap van Rubens | |
| piratenhoofdman Sakreldar                                                                                 | 1977                                                                                 | De lollige lakens | |
| Mr. Bigshot                                                                                               | 1977                                                                                 | De maffe maniak | |
| Voddeventen                                                                                               | 1977                                                                                 | De maffe maniak | |
| de Wachters                                                                                               | 1978                                                                                 | De Efteling-elfjes | |
| Mieke de Wolf                                                                                             | 1978                                                                                 | De Efteling-elfjes | |
| Mopperpot                                                                                                 | 1978                                                                                 | De Efteling-elfjes | |
| de Boze wolf                                                                                              | 1978                                                                                 | De Efteling-elfjes | |
| de heks van Sneeuwwitje                                                                                   | 1978                                                                                 | De Efteling-elfjes | verwijst naar Koningin (Sneeuwwitje) |
| Roodkapje                                                                                                 | 1978                                                                                 | De Efteling-elfjes | |
| de kikkerkoning                                                                                           | 1978                                                                                 | De Efteling-elfjes | |
| Sneeuwwitje                                                                                               | 1978                                                                                 | De Efteling-elfjes | |
| Lowie en Charel                                                                                           | 1979                                                                                 | De adellijke ark, De woelige wadden, De goalgetter | lowie en Charel komen in meerdere albums voor. Ze spelen een bijrol als oppassers in de Antwerpse Zoo in album De adellijke ark. In De woelige wadden en De goalgetter komen ze voorbij als agenten. Deze beide albums zijn ook vertaald in het Fries, en dan heet het duo Oebele en Wopke. |
| P. Huttekens                                                                                              | 1979                                                                                 | De adellijke ark | archeoloog |
| Up Napisthim                                                                                              | 1979                                                                                 | De adellijke ark | de Noë van Babylonië |
| Babiloke                                                                                                  | 1979                                                                                 | De adellijke ark | papegaai |
| Stoemper en Pitser                                                                                        | 1979                                                                                 | De adellijke ark | |
| Kaisi | 1979                                                                                 | De adellijke ark | gorilla |
| meneer van Tuyn                                                                                           | 1979                                                                                 | De adellijke ark | dierentandarts |
| Melanie                                                                                                   | 1979                                                                                 | Het kregelige ketje | |
| baron de Malinois                                                                                         | 1979                                                                                 | Het kregelige ketje | geest |
| Mannetje Pis                                                                                              | 1979                                                                                 | Het kregelige ketje | |
| Flippie en Dhobbel                                                                                        | 1980                                                                                 | De perenprins | |
| de Nho-Zems                                                                                               | 1980                                                                                 | De perenprins | |
| de Dzinn                                                                                                  | 1980                                                                                 | De perenprins | |
| Sill | 1981                                                                                 | De woelige wadden | de strandjutter |
| agent Kriekenboom                                                                                         | 1981                                                                                 | De woelige wadden | |
| fee Stellamare                                                                                            | 1981                                                                                 | De woelige wadden | |
| Guus en Knar                                                                                              | 1981                                                                                 | De woelige wadden | pelsjagers |
| meneer Iks                                                                                                | 1981                                                                                 | De woelige wadden | pelshandelaar |
| Krab | 1982                                                                                 | De belhamel-bende | |
| Beho | 1982                                                                                 | De belhamel-bende | |
| Kher | 1982                                                                                 | De belhamel-bende | |
| Lowie | 1982                                                                                 | De belhamel-bende | kraanmachinist |
| Anton Pieck                                                                                               | 1982                                                                                 | De belhamel-bende | |
| medewerkers van studio Vandersteen                                                                        | 1982                                                                                 | De belhamel-bende | |
| Martha | 1982                                                                                 | De gouden ganzeveer | eigenaresse van het Boshuisje |
| Hendrik Conscience                                                                                        | 1982                                                                                 | De gouden ganzeveer | schrijver, "de man die zijn volk leerde lezen" |
| Dokus | 1982                                                                                 | De gouden ganzeveer | de herder |
| Greetje                                                                                                   | 1982                                                                                 | De gouden ganzeveer | molenaarsdochter |
| S. Pinnekop en zijn bediende                                                                              | 1982                                                                                 | De gouden ganzeveer | notaris |
| baas Ganzendonck                                                                                          | 1982                                                                                 | De gouden ganzeveer | |
| de Bok en de Voetkriebelaars                                                                              | 1982                                                                                 | De gouden ganzeveer | |
| kamparts S.Paas                                                                                           | 1982                                                                                 | De gouden ganzeveer | |
| de Loteling                                                                                               | 1982                                                                                 | De gouden ganzeveer | |
| Lewie | 1982                                                                                 | De gouden ganzeveer | de brouwer |
| Kobe en Krakkemik de ekster                                                                               | 1982                                                                                 | De gouden ganzeveer | |
| ing. Bakfijter                                                                                            | 1983                                                                                 | Het Delta Duel | ingenieur van Rijkswaterstaat |
| Marisa | 1983                                                                                 | Het Delta Duel | zeemeermin |
| Bofor | 1983                                                                                 | Het Delta Duel (debuut), De Woeste Wespen | Bespeler van het windorgel |
| Akwatilla                                                                                                 | 1983                                                                                 | Het Delta Duel | Compagnon van Bofor |
| lord Simpelton                                                                                            | 1983                                                                                 | De hippe heksen | gouverneur |
| raadsheer Powersik                                                                                        | 1983                                                                                 | De hippe heksen | heksenjager |
| Gerrit van der Heide                                                                                      | 1984                                                                                 | Angst op de "Amsterdam" | maritiem archeoloog |
| de Raaf                                                                                                   | 1984                                                                                 | Angst op de "Amsterdam" | |
| Antoni Watsoni                                                                                            | 1984                                                                                 | Angst op de "Amsterdam" | Italiaans edelman |
| Jan Jansz                                                                                                 | 1984                                                                                 | Angst op de "Amsterdam" | ronselaar |
| kapitein Willem Klump en zijn vrouw Margareta en hun kinderen Coenraad en Elisabeth                       | 1984                                                                                 | Angst op de "Amsterdam" | |
| burgemeester William Thorpe van Hastings                                                                  | 1984                                                                                 | Angst op de "Amsterdam" | |
| Anthony Watson en zijn roversbende                                                                        | 1984                                                                                 | Angst op de "Amsterdam" | |
| korporaal Doelittel                                                                                       | 1984                                                                                 | De kattige kat | dierenvriend en oud-strijder uit WO I |
| Tuttebel en duivel                                                                                        | 1984                                                                                 | De kattige kat | middeleeuwse heks uit Ieper |
| Jan en Trees                                                                                              | 1984                                                                                 | De kattige kat | |
| Louis | 1984                                                                                 | De kattige kat | politieagent |
| Melanie van café "de Lustice Weduwe"                                                                      | 1984                                                                                 | De kattige kat | |
| het Leeuwtje van park Bellewaerde                                                                         | 1984                                                                                 | De kattige kat | |
| Amoris | 1984                                                                                 | Amoris van Amoras | |
| Joske en zijn moeder                                                                                      | 1984                                                                                 | Amoris van Amoras | |
| Isabel en Colombo                                                                                         | 1985                                                                                 | De ruige regen | duiven |
| baron Fatbelty                                                                                            | 1985                                                                                 | De ruige regen | |
| Chemilie                                                                                                  | 1985                                                                                 | De ruige regen | alchemiste en tovenares |
| Filetes Americainus Préparétus                                                                            | 1985                                                                                 | De ruige regen | zwaard |
| fee Malseregen                                                                                            | 1985                                                                                 | De ruige regen | |
| Mjolnir                                                                                                   | 1985                                                                                 | De ruige regen | de hamer van Thor |
| Nello en zijn vader Jehan                                                                                 | 1985                                                                                 | Het dreigende dinges | |
| Patrasche                                                                                                 | 1985                                                                                 | Het dreigende dinges | |
| Miako Shakatika                                                                                           | 1985                                                                                 | Het dreigende dinges | dochter van de baas van een fabriek van elektronische apparaten in Tokio |
| Watanabe                                                                                                  | 1985                                                                                 | Het dreigende dinges | |
| baas Cogez en zijn dochter Aloïs                                                                          | 1985                                                                                 | Het dreigende dinges | molenaar |
| Kruipende Camera (K.C.) en Tolleke                                                                        | 1985                                                                                 | Het dreigende dinges | |
| meneer Verboven                                                                                           | 1985                                                                                 | De mooie millirem | kerncentrale |
| Fientje Porselein                                                                                         | 1985                                                                                 | De mooie millirem | |
| Hein Bombast                                                                                              | 1985                                                                                 | De mooie millirem | gepensioneerd generaal |
| Bhult | 1985                                                                                 | De mooie millirem | knecht |
| Marietje en haar moeder                                                                                   | 1985                                                                                 | De mooie millirem | |
| Charel en Jaap                                                                                            | 1985                                                                                 | De mooie millirem | bewakers kerncentrale |
| Millirem                                                                                                  | 1985                                                                                 | De mooie millirem | radioactiviteit |
| Willem Zwansteert                                                                                         | 1986                                                                                 | De bonkige baarden | verbastering van Willem Lanszweert, toenmalig conservator van het Nationaal Visserijmuseum te Oostduinkerke |
| Korneel                                                                                                   | 1986                                                                                 | De bonkige baarden | |
| Jan | 1986                                                                                 | De bonkige baarden | |
| Pier | 1986                                                                                 | De bonkige baarden | |
| Tjores | 1986                                                                                 | De bonkige baarden | |
| Rakki | 1986                                                                                 | De bonkige baarden | hond |
| Roselie                                                                                                   | 1986                                                                                 | De bonkige baarden | vrouw van Korneel |
| Roselinde                                                                                                 | 1986                                                                                 | De bonkige baarden | dochter van Korneel |
| Knudde | 1986                                                                                 | De bonkige baarden | zoon van Tjores |
| Kaarekoning en Kaarekollen                                                                                | 1986                                                                                 | De bonkige baarden | |
| Tinneke                                                                                                   | 1986                                                                                 | De hellegathonden | |
| Jakke en Rinus                                                                                            | 1986                                                                                 | De hellegathonden | steenmakers |
| overgrootvader Barabas                                                                                    | 1986                                                                                 | De hellegathonden | In het album De hellegathonden (1986) vertelt professor Barabas dat zijn overgrootvader in de 19e eeuw een schurk was, nadat de geest van deze man Lambik naar het verleden heeft ontvoerd. Professor Barabas heeft nog nooit over zijn overgrootvader gesproken omdat hij zich erg schaamt voor het verleden van deze man. Lambiks vrienden gaan naar het verleden om Lambik te zoeken en komen in een streek terecht waar stenen worden geproduceerd. Overgrootvader Barabas houdt zich in die tijd bezig met het occulte. Barabas wordt door de arme bevolking van de Rupelstreek gemeden en wordt verlaten door zijn vrouw. Als hij dan ook nog wordt ontslagen is Barabas alleen nog uit op wraak. Hij maakt uit klei honden, die in een klamoven tot leven worden gewekt en hiermee terroriseert hij de mensen in de omgeving. Maar door Suske en Wiske ziet hij in dat hij fout bezig is. Als zijn leven door toeval wordt gered, blijkt hij zijn beeldhouwkunsten voor het goede in te zetten. |
| juffrouw Zannie en twaalf zwanen                                                                          | 1987                                                                                 | Witte zwanen zwarte zwanen | |
| Albert Heijn                                                                                              | 1987                                                                                 | Witte zwanen zwarte zwanen | eigenaar winkel |
| Zaankanters                                                                                               | 1987                                                                                 | Witte zwanen zwarte zwanen | |
| Tesse | 1987                                                                                 | Witte zwanen zwarte zwanen | hond |
| Zwam | 1987                                                                                 | De jolige joffer | sprekende champignon |
| De Joffer zonder Kop                                                                                      | 1987                                                                                 | De jolige joffer | |
| Mieke Seventig                                                                                            | 1988                                                                                 | De parel in de lotusbloem | |
| Walter Christiaens                                                                                        | 1988                                                                                 | De parel in de lotusbloem | van KLM |
| Nima en zijn broertje Dawa                                                                                | 1988                                                                                 | De parel in de lotusbloem | |
| Toky | 1988                                                                                 | De parel in de lotusbloem | aapje van Nima |
| Hamoenan                                                                                                  | 1988                                                                                 | De parel in de lotusbloem | reus |
| dalai lama Tenzin Gyatso                                                                                  | 1988                                                                                 | De parel in de lotusbloem | |
| Ron Wunderink                                                                                             | 1988                                                                                 | De parel in de lotusbloem | van KLM |
| lord en lady Ferryold                                                                                     | 1988                                                                                 | De krachtige krans | |
| James | 1988                                                                                 | De krachtige krans | butler |
| lord Skin-Flint                                                                                           | 1988                                                                                 | De krachtige krans | |
| Big-John en Mac Neal                                                                                      | 1988                                                                                 | De krachtige krans | |
| Zuster Zeven                                                                                              | 1988                                                                                 | De krachtige krans | moeder van James |
| mister Barbery                                                                                            | 1988                                                                                 | De krachtige krans | kapper aan het hof in Engeland |
| professor Soerse uit Parijs                                                                               | 1988                                                                                 | De krachtige krans | |
| sir Hanimal                                                                                               | 1988                                                                                 | De krachtige krans | dierenkenner en bioloog in Siberië |
| madame Swis uit Zwitserland                                                                               | 1988                                                                                 | De krachtige krans | bloemenkenner |
| de Breenwassers                                                                                           | 1988                                                                                 | De Krimson-crisis | |
| professor Plan en zijn dochter Anna Plan                                                                  | 1988                                                                                 | De Krimson-crisis | |
| Peecee | 1988                                                                                 | Fata Morgana | |
| kalief Scheef-Eh-Tulband                                                                                  | 1988                                                                                 | Fata Morgana | tovenaar |
| Doornroosje                                                                                               | 1988                                                                                 | Fata Morgana | |
| Sneeuwwitje                                                                                               | 1988                                                                                 | Fata Morgana | |
| Roodkapje                                                                                                 | 1988                                                                                 | Fata Morgana | |
| Lahpt-Zer-Ihn en zijn mannen                                                                              | 1988                                                                                 | Fata Morgana | |
| Wakka Jawakka                                                                                             | 1988                                                                                 | Fata Morgana | draak |
| baron Nills van Hallbertsveld                                                                             | 1989                                                                                 | De rinoramp | speciaal afgezant van de Verenigde Naties voor de Arabische Staten |
| Peter-Paul                                                                                                | 1989                                                                                 | De rinoramp | zoontje van Nills van Hallbertsveld |
| Mansai | 1989                                                                                 | De rinoramp | |
| Dikdik | 1989                                                                                 | De rinoramp | |
| de Voetbalster                                                                                            | 1990                                                                                 | De goalgetter | |
| Tim | 1990                                                                                 | De goalgetter | vriendje van Suske |
| Dribbel en Babbel                                                                                         | 1990                                                                                 | De gouden friet | |
| Piet Pel                                                                                                  | 1991                                                                                 | Het witte wief | verhuurt vakantiehuisjes en is onderzoeker |
| Zander zonder Zolen                                                                                       | 1991                                                                                 | Het witte wief | zandloperfiguur die al eeuwen ronddoolt, zijn schoenen zijn daardoor versleten |
| Het Witte Wief                                                                                            | 1991                                                                                 | Het witte wief | geest van priesteres die de ceremonie in de zonnetempel leidde |
| Udo den Boze                                                                                              | 1991                                                                                 | Het witte wief | een afstammeling van Wodan |
| Hogepriester                                                                                              | 1991                                                                                 | Het witte wief | |
| Franciscus en Alowisius                                                                                   | 1991                                                                                 | Het witte wief | wachten |
| Wodan | 1991                                                                                 | Het witte wief | |
| Cloudy Joe                                                                                                | 1992                                                                                 | Pezige Peekah | |
| Sunny Jim                                                                                                 | 1992                                                                                 | Pezige Peekah | |
| Pezige Peekah                                                                                             | 1992                                                                                 | Pezige Peekah | Dineh, souvenirverkoper |
| Ol 'Trigger en Mac Cnall                                                                                  | 1992                                                                                 | Pezige Peekah | geesten |
| Eugene Nickel                                                                                             | 1992                                                                                 | Pezige Peekah | bankdirecteur van de "National Texas Bank" in Longfellow |
| Theo Harrison                                                                                             | 1992                                                                                 | Pezige Peekah | vader van Pezige Peekah |
| Bacillus Rossii                                                                                           | 1992                                                                                 | Pezige Peekah | wandelende tak |
| André | 1993                                                                                 | De Galapagosgassen | |
| Swa Bröhl                                                                                                 | 1993                                                                                 | De Galapagosgassen | |
| XT-9 | 1993                                                                                 | De Galapagosgassen | robot |
| Pablo Rodriguez                                                                                           | 1993                                                                                 | De Galapagosgassen | colombiaanse verstekeling |
| RQ1 tot en met RQ7                                                                                        | 1993                                                                                 | De Galapagosgassen | robotjes |
| professor Igor Knoeymaropski                                                                              | 1993                                                                                 | De Galapagosgassen | |
| Katrina                                                                                                   | 1993                                                                                 | De Galapagosgassen | |
| Pol Ampers                                                                                                | 1994                                                                                 | De stervende ster, Het kostbare kader, De ongelooflijke Thomas (zeer kleine rol) | |
| Chareltje van de Walle van den Dam                                                                        | 1995                                                                                 | De 7 schaken | |
| broeder Nestor                                                                                            | 1995                                                                                 | De 7 schaken | |
| Mie Pladijs                                                                                               | 1995                                                                                 | De 7 schaken | |
| meneer de gardevil                                                                                        | 1995                                                                                 | De 7 schaken | |
| Schele | 1995                                                                                 | De 7 schaken | |
| Neus | 1995                                                                                 | De 7 schaken | |
| Zwarte Jef                                                                                                | 1995                                                                                 | De 7 schaken | |
| dikke Mit                                                                                                 | 1995                                                                                 | De 7 schaken | |
| Silvius Brabo                                                                                             | 1995                                                                                 | De 7 schaken | wapenmaker van Julius Caesar |
| Druon Antigoon                                                                                            | 1995                                                                                 | De 7 schaken | |
| Anna | 1995                                                                                 | De 7 schaken | moeder van Willy Vandersteen |
| Sus | 1995                                                                                 | De 7 schaken | vader van Willy Vandersteen |
| Joke | 1995                                                                                 | De 7 schaken | |
| Minerva                                                                                                   | 1995                                                                                 | De 7 schaken | |
| Ernesto Tabasco                                                                                           | 1996                                                                                 | De gevederde slang | |
| professor Confuus                                                                                         | 1996                                                                                 | De gevederde slang | |
| Guido Krapullos                                                                                           | 1996                                                                                 | De gevederde slang | regeringsambtenaar |
| Quetzalcoatl en zijn koningin                                                                             | 1996                                                                                 | De gevederde slang | |
| Harry Winston Junior                                                                                      | 1996                                                                                 | Het grote gat | wetenschapper |
| Schotse                                                                                                   | 1996                                                                                 | Het grote gat | |
| Scheve | 1996                                                                                 | Het grote gat | |
| Digger en zijn vrouw en familie                                                                           | 1996                                                                                 | Het grote gat | digger is diamantzoeker |
| Lou Bas                                                                                                   | 1996                                                                                 | Het grote gat | |
| Verena | 1996                                                                                 | Het grote gat | |
| koning Nobel en zijn koningin                                                                             | 1998                                                                                 | De rebelse Reinaert | |
| Reinaert de vos                                                                                           | 1998                                                                                 | De rebelse Reinaert | |
| Bruin de Beer                                                                                             | 1998                                                                                 | De rebelse Reinaert | |
| Lamfreit de timmerman                                                                                     | 1998                                                                                 | De rebelse Reinaert | |
| Isengrim de wolf                                                                                          | 1998                                                                                 | De rebelse Reinaert | eerste minister |
| Tibeert de kater                                                                                          | 1998                                                                                 | De rebelse Reinaert | |
| Albert de mol                                                                                             | 1998                                                                                 | De rebelse Reinaert | |
| Grimbeert de das                                                                                          | 1998                                                                                 | De rebelse Reinaert | |
| Cantecleer de haan                                                                                        | 1998                                                                                 | De rebelse Reinaert | |
| Merlijn                                                                                                   | 1998                                                                                 | De rebelse Reinaert | de tovenaar van koning Arthur |
| Jeanne Panne                                                                                              | 1999                                                                                 | Jeanne Panne | heks |
| Jan Panne                                                                                                 | 1999                                                                                 | Jeanne Panne | bakker |
| meester Adriaan van de Walle                                                                              | 1999                                                                                 | Jeanne Panne | baljuw |
| Rijckewaert Schroo                                                                                        | 1999                                                                                 | Jeanne Panne | knecht van bakker |
| de Wethouder                                                                                              | 1999                                                                                 | Jeanne Panne | |
| Tweeblancken                                                                                              | 1999                                                                                 | Jeanne Panne | duivel |
| Carolus en Trees                                                                                          | 1999                                                                                 | Jeanne Panne | |
| prins Maurits van Nassau en het Staatse leger                                                             | 1999                                                                                 | Jeanne Panne | |
| kapitein Balduck                                                                                          | 1999                                                                                 | Jeanne Panne | |
| Odfella                                                                                                   | 2001                                                                                 | Heilig Bloed, In de ban van de Milt, De laatste vloek, De kus van Odfella ,De gevangene van Prisonov | odfella, ook bekend als zuster Odfella van de geheime religieuze Basiliusorde, probeert de relikwie van het Heilig Bloed in Brugge te redden uit de handen van de wrede graaf Kalasj Nikov en schakelt hiervoor de hulp van Jerom in. Jerom wordt al snel verliefd op de mysterieuze Odfella en besluit tot de Basiliusorde toe te treden. Odfella vergezelt de vaste Suske en Wiske-personages in enkele avonturen. Zowel Lambik als Jerom zien haar wel zitten, tot grote ontevredenheid van tante Sidonia. In het verhaal In de ban van de milt blijkt Odfella 292 jaar te zijn, en vertelt ze dat ze er alleen jong uit kan blijven zien door een ring van Danube die ze in een leren etui op haar borst draagt. Later, als ze terugkeert in De laatste vloek, heeft ze een stuk van de ring van Danube in de holte van haar tand laten zetten, zodat ze de ring niet meer hoeft te dragen. Opnieuw blijken Jerom en Lambik erg te worden aangetrokken tot de mooie vrouw, Lambik wil zelfs met haar trouwen. Ze moet echter Kalasj Nikov zoeken, die als klein jongetje met de staf van Stefanus in aanraking komt en daarna met de vloekenverslinder Floda en Schanulleke verdwijnt. De zoektocht naar Kalasj gaat door in De kus van Odfella en de vrienden komen in de tweelingsteden Gomoravska en Sodomitz op de grens van Chocowakije en Kurkije. Odfella probeert als Eponga Pecha (zij die de zonden opzuigt) de gevolgen van het gevloek teniet te doen door de zeven hoofdzonden te verslaan door de zondaars te kussen. De vrienden raken Kalasj, die de macht over de tweelingsteden wil grijpen, en het "hondje" Floda echter opnieuw kwijt. In het verhaal De gevangene van Prisonov wordt Odfella opgeleid tot geheim wapen van het verzet in Chocowakije. Ze gaat als bomexpert naar president Bulshitov en laat prachtige kleuren in plaats van krachtige explosies boven de tweelingsteden verschijnen. Na dit avontuur neemt Odfella afscheid van de vrienden, ze heeft een geheime opdracht gekregen van de Basiliusorde die niet geschikt is voor kinderen. |
| Johnny, zijn vrouw Marina en zoontje Kobe                                                                 | 2001                                                                                 | Big Mother | |
| Inne | 2001                                                                                 | Big Mother | de vrijgezel |
| Fernand de postbode                                                                                       | 2001                                                                                 | Big Mother | |
| Ton Steen                                                                                                 | 2001                                                                                 | Big Mother | ingenieur |
| Bert Totall                                                                                               | 2001                                                                                 | Big Mother | verzekeringsexpert |
| Big Mother                                                                                                | 2001                                                                                 | Big Mother | celestien Boemerang |
| Willy Sillo                                                                                               | 2001                                                                                 | Big Mother | chauffeur |
| Sandy Brancard                                                                                            | 2001                                                                                 | Big Mother | |
| Hubert | 2001                                                                                 | Big Mother | fan van Sidonia |
| Berry Gouwegreep                                                                                          | 2002                                                                                 | De verdwenen verteller | fan |
| Rikske en Dikske                                                                                          | 2002                                                                                 | De verdwenen verteller | |
| Thomas | 2004                                                                                 | De ongelooflijke Thomas | |
| Fons | 2004                                                                                 | De ongelooflijke Thomas | |
| Rik | 2004                                                                                 | De ongelooflijke Thomas | agent |
| Octopus                                                                                                   | 2004                                                                                 | De ongelooflijke Thomas | speurhond |
| Remif | 2004                                                                                 | De ongelooflijke Thomas | |
| Rigo | 2004                                                                                 | De ongelooflijke Thomas | |
| Lukske | 2004                                                                                 | De ongelooflijke Thomas | |
| professor Hector Wildebeest                                                                               | 2004                                                                                 | Kaapse kaalkoppen | |
| Paul (geel)                                                                                               | 2004                                                                                 | Kaapse kaalkoppen | |
| Piet (groen)                                                                                              | 2004                                                                                 | Kaapse kaalkoppen | |
| Margaret                                                                                                  | 2004                                                                                 | Kaapse kaalkoppen | |
| P.J. | 2004                                                                                 | Kaapse kaalkoppen | |
| Nelson Mandela                                                                                            | 2004                                                                                 | Kaapse kaalkoppen | |
| Jim | 2004                                                                                 | De guitige gast | astronaut |
| Culana en Culina en een ei                                                                                | 2004                                                                                 | De guitige gast | blauwe ruimtewezens |
| Joop | 2004                                                                                 | De guitige gast | barman |
| Ruud | 2004                                                                                 | De guitige gast | chef-kok |
| Professor Rosarius                                                                                        | 2005                                                                                 | De kaduke klonen | Komt ook voor in de Jerom-albums het groene eiland (1964), De stad onder water (1965), Compo, de reus (1966), De fruitdieven (1977), Mummies op Morotari (1978) |
| Jerom-klonen                                                                                              | 2005                                                                                 | De kaduke klonen | |
| Lambik-klonen                                                                                             | 2005                                                                                 | De kaduke klonen | |
| Krimson-klonen                                                                                            | 2005                                                                                 | De kaduke klonen | één goed, één slechte. |
| Suske en Wiske-klonen                                                                                     | 2005                                                                                 | De kaduke klonen | één paar Suske en Wiske-klonen werd neergeschoten door Krimson. |
| Professor Barabas-kloon                                                                                   | 2005                                                                                 | De kaduke klonen | |
| tante Sidonia-klonen                                                                                      | 2005                                                                                 | De kaduke klonen | |
| Sandy | 2005                                                                                 | De kaduke klonen | heeft één zin tekst, maar via de telefoon en wordt niet gezien door de lezers. Sandy werkt voor Houtbedrijf Boktor NV. |
| familie Hendrickx                                                                                         | 2005                                                                                 | De kaduke klonen | geen tekst en geen voorkomen, maar wel genoemd. |
| Okeanos                                                                                                   | 2006                                                                                 | De weerwaterman | |
| Jim | 2006                                                                                 | De weerwaterman | hulp van Okeanos |
| broer van Moe Mie                                                                                         | 2006                                                                                 | De primitieve paljassen | oom van Jerom |
| Zwanzerik van Zwabberzwit                                                                                 | 2006                                                                                 | De sinistere site | |
| grootmeester van de Orde der Boze Tovenaars                                                               | 2006                                                                                 | De sinistere site | |
| monteur van firma Kabelflits                                                                              | 2006                                                                                 | De sinistere site | |
| Langpoot                                                                                                  | 2006                                                                                 | De sinistere site | spin |
| Evarist                                                                                                   | 2007                                                                                 | De joviale Gille | voorvader van Lambik, in Binche geboren |
| Jean-Michel en André                                                                                      | 2007                                                                                 | De joviale Gille | gilles de Binche |
| Quatch | 2007                                                                                 | De joviale Gille | incagod |
| Frisia | 2007                                                                                 | De elfstedenstunt | Frisia is de lentefee. De vrienden maken kennis met Frisia als Suske, Wiske en Jerom via de teletijdmachine Lambik achternagaan, die zonder warme kleding in het Friesland van 1748 terecht is gekomen tijdens zijn achtervolging van een mannetje wat alles kan bevriezen. Professor Barabas wilde de kleine ijstijd (vijftiende tot negentiende eeuw in Europa) onderzoeken, maar de teletijdmachine is kapotgegaan en kan niks meer naar het heden terughalen. Frisia wordt door haar zus Froast gevangen gehouden en daardoor is het al jaren winter. Mensenhanden kunnen de kooi waarin ze zit niet openen, hiervoor is een sleutel nodig. Maar deze sleutel is door Froast in elf stukken verdeeld en de stukken zijn veranderd in Ierdmannetjes. Deze mannetjes zijn over de elf Friese steden verspreidt. De vrienden hebben nog één dag, want het is twintig februari, om Frisia te bevrijden uit haar kooi. Als het niet lukt de kooi op eenentwintig februari te openen zal het geen lente worden, en in Friesland zal het dan weer een jaar lang winter blijven. |
| Froast en Hermine                                                                                         | 2007                                                                                 | De elfstedenstunt | froast is het Friese woord voor vorst. Froast regeert over de winter en kou en ze woont in een groot ijskasteel. De vrienden maken kennis met Froast in het verleden. Suske, Wiske en Jerom gaan namelijk via de teletijdmachine Lambik achterna, die zonder warmme kleding in het Friesland van 1748 terecht is gekomen. Professor Barabas wilde de kleine ijstijd (vijftiende tot negentiende eeuw in Europa) onderzoeken, maar de teletijdmachine is kapotgegaan en kan niks meer naar het heden terughalen. Froast houdt haar zus Frisia, de lentefee, al jaren gevangen in een kooi en daardoor blijft het winter. De vrienden moeten van puzzelstukjes een sleutel maken, waarmee de kooi voor 21 maart geopend moet worden. De puzzelstukjes zijn echter door Froast veranderd in Ierdmannetjes en ze heeft hen over de elf steden verspreid. |
| het Vrouwtje van Stavoren                                                                                 | 2007                                                                                 | De elfstedenstunt | |
| de geest van Grutte Pier                                                                                  | 2007                                                                                 | De elfstedenstunt | |
| meubelmaker I. Keja                                                                                       | 2007                                                                                 | De elfstedenstunt | verwijst naar IKEA |
| mevrouw Havermans                                                                                         | 2008                                                                                 | Het babbelende bad | |
| Van Keer                                                                                                  | 2008                                                                                 | Het babbelende bad | |
| dokter Plamure                                                                                            | 2008                                                                                 | Het babbelende bad | hoofd plastisch chirurgie; verwijst naar plamuur |
| Cindy | 2008                                                                                 | Het babbelende bad | assistente van dokter Plamure |
| London Sheraton                                                                                           | 2008                                                                                 | Het babbelende bad | kip zonder kop |
| Chichi | 2008                                                                                 | Het babbelende bad | hondje van London Sheraton |
| Jones | 2008                                                                                 | Het babbelende bad | bediende van London Sheraton |
| Janssen                                                                                                   | 2008                                                                                 | Het machtige monument | politieagent |
| Fritz | 2008                                                                                 | Het machtige monument | douanebeambte |
| professor Molekuhl                                                                                        | 2008                                                                                 | Het machtige monument | verwijst naar molecuul |
| roversbende Qlep-toh Mang                                                                                 | 2008                                                                                 | De dartele draak | |
| leider Zi Nah Hu Bang                                                                                     | 2008                                                                                 | De dartele draak | |
| Xen Luh Lang                                                                                              | 2008                                                                                 | De dartele draak | |
| Queni Wah Tung                                                                                            | 2008                                                                                 | De dartele draak | alchemist |
| Jung Ding                                                                                                 | 2008                                                                                 | De dartele draak | dochter van Queni Wah Tung; verwijst naar jong ding |
| Un Qol Bens                                                                                               | 2008                                                                                 | De dartele draak | verwijst naar Uncle Ben's |
| Xen Wah Dong Tung                                                                                         | 2008                                                                                 | De dartele draak | |
| Xen Zuh Zang                                                                                              | 2008                                                                                 | De dartele draak | |
| Don Qi Shot                                                                                               | 2008                                                                                 | De dartele draak | verwijst naar Don Quichot |
| Loboh Toh Mie                                                                                             | 2008                                                                                 | De dartele draak | verwijst naar lobotomie |
| Lynch-ees                                                                                                 | 2008                                                                                 | De dartele draak | verwijst naar lychee |
| Xen Zuh Zang                                                                                              | 2008                                                                                 | De dartele draak | vicehoofdman van de roversbende |
| Poh Leh Pol                                                                                               | 2008                                                                                 | De dartele draak | kok van de roversbende; verwijst naar pollepel |
| Broes Lie                                                                                                 | 2008                                                                                 | De dartele draak | specialist in oosterse vechtkunsten kungfu, jiujitsu, cha quan, dimmak, Jeet Kune Do |
| Fiat | 2008                                                                                 | De dartele draak | een tamme panda |
| Li-le-gord en kind Kah Dee                                                                                | 2008                                                                                 | De dartele draak | draken |
| Kem Van Yang                                                                                              | 2008                                                                                 | De dartele draak | magiër van het betoverd bos |
| Mihoen | 2008                                                                                 | De dartele draak | tamme tijger van Kem Van Yang |
| Qin Shi Huang en zijn mannen                                                                              | 2008                                                                                 | De dartele draak | eerste keizer van China |
| Jan zonder Vrees                                                                                          | 2009                                                                                 | De knikkende knoken | |
| Hugo zonder Humor                                                                                         | 2009                                                                                 | De knikkende knoken | |
| Bert zonder Bijnaam                                                                                       | 2009                                                                                 | De knikkende knoken | |
| Frank zonder Klank                                                                                        | 2009                                                                                 | De knikkende knoken | |
| Karel zonder Baard                                                                                        | 2009                                                                                 | De knikkende knoken | |
| Roos zonder Doornen                                                                                       | 2009                                                                                 | De knikkende knoken | |
| Harre Met of Zonder                                                                                       | 2009                                                                                 | De knikkende knoken | |
| Frans zonder Moeite                                                                                       | 2009                                                                                 | De knikkende knoken | |
| Jos Zondermeer                                                                                            | 2009                                                                                 | De knikkende knoken | |
| Gregorius Busch                                                                                           | 2009                                                                                 | De knikkende knoken | schout |
| The Bloody Troubadours                                                                                    | 2009                                                                                 | De knikkende knoken | |
| de drie angstspoken (Panicum, Hysterium en Fobium)                                                        | 2009                                                                                 | De knikkende knoken | verwijst naar paniek, hysterie en fobie |
| Vera zonder Liefde                                                                                        | 2009                                                                                 | De knikkende knoken | |
| de Hertog                                                                                                 | 2009                                                                                 | De knikkende knoken | |
| Neoconius                                                                                                 | 2009                                                                                 | De knikkende knoken | magiër |
| Bleir | 2009                                                                                 | De knikkende knoken | rat |
| Furium | 2009                                                                                 | De knikkende knoken | geest van de boosheid |
| Humorius                                                                                                  | 2009                                                                                 | De knikkende knoken | |
| Moe Marionet                                                                                              | 2009                                                                                 | De jokkende joker | toverkol |
| Panokkio                                                                                                  | 2009                                                                                 | De jokkende joker | de broer van Pinokkio |
| Isabella                                                                                                  | 2009                                                                                 | De jokkende joker | gesneden uit het hout van een kerstboom |
| de Joker                                                                                                  | 2009                                                                                 | De jokkende joker | |
| El Capitano                                                                                               | 2009                                                                                 | De jokkende joker | gesneden uit wilgenhout |
| Diabolo                                                                                                   | 2009                                                                                 | De jokkende joker | |
| Pulcinella                                                                                                | 2009                                                                                 | De jokkende joker | |
| Grol | 2009                                                                                 | De jokkende joker | hond |
| Sinterklaas                                                                                               | 2009                                                                                 | De jokkende joker | |
| Komedie en Tragedie                                                                                       | 2009                                                                                 | De jokkende joker | |
| Jef de Zaagvogel                                                                                          | 2009                                                                                 | De jokkende joker | |
| Memel | 2009                                                                                 | De jokkende joker | houtworm |
| Dieter de Gieter                                                                                          | 2009                                                                                 | De jokkende joker | |
| vriendin van de Snor                                                                                      | 2009                                                                                 | De tijdbobijn | |
| Moenkie                                                                                                   | 2009                                                                                 | De tijdbobijn | slingeraapje |
| de Tijdmeester                                                                                            | 2009                                                                                 | De tijdbobijn | |
| Dirk | 2009                                                                                 | De tijdbobijn | medewerker dierentuin |
| Stan de orgeldraaier                                                                                      | 2009                                                                                 | De tijdbobijn | |
| Sinterklaas                                                                                               | 2009                                                                                 | De stralende staf | |
| Zwarte Piet                                                                                               | 2009                                                                                 | De stralende staf | |
| Amerigo                                                                                                   | 2009                                                                                 | De stralende staf | het paard van Sinterklaas |
| kapitein Bakkebaard                                                                                       | 2009                                                                                 | De stralende staf | |
| Grote Voet                                                                                                | 2009                                                                                 | De stralende staf | |
| Kareltje                                                                                                  | 2009                                                                                 | De stralende staf | |
| Maatje 36, maatje 45 en maatje 52                                                                         | 2009                                                                                 | De stralende staf | |
| Jos | 2009                                                                                 | De stralende staf | |
| Broeders van het Verbond der Lege Schoenen                                                                | 2009                                                                                 | De stralende staf | |
| Malfix en zijn vrouw Matronix                                                                             | 2010                                                                                 | De rillende rots | stamhoofd van de Malfixiërs |
| Beatrix                                                                                                   | 2010                                                                                 | De rillende rots | |
| Houdinius                                                                                                 | 2010                                                                                 | De rillende rots en Het verloren verleden | tovenaar-priester/hogepriester |
| Mappix | 2010                                                                                 | De rillende rots | dorpsgids |
| Joystix                                                                                                   | 2010                                                                                 | De rillende rots | |
| Alzheimerix                                                                                               | 2010                                                                                 | De rillende rots | |
| Trappistix                                                                                                | 2010                                                                                 | De rillende rots | |
| Lunatix                                                                                                   | 2010                                                                                 | De rillende rots | druïde |
| Centurio Taxus Baremus Maximus                                                                            | 2010                                                                                 | De rillende rots | |
| soldaat Hibicus                                                                                           | 2010                                                                                 | De rillende rots | |
| Dikkebuys                                                                                                 | 2010                                                                                 | De watersater | stagiair |
| Watersaters                                                                                               | 2010                                                                                 | De watersater | watersoldaten |
| Piscis Piscis                                                                                             | 2010                                                                                 | De watersater | |
| Hans van Waldenburg                                                                                       | 1981                                                                                 | De stenen broden | |
| Sep | 1995                                                                                 | De mollige marmotten | Tiroler |
| Soukolaros                                                                                                | 2001                                                                                 | Knokken in Knossos | |
| Dana | 2001                                                                                 | Knokken in Knossos | |
| Dimitrios                                                                                                 | 2001                                                                                 | Knokken in Knossos | |
| graaf Abatwoir en zijn zoon Colmarin                                                                      | 1974                                                                                 | De vergeten vallei | |
| Dokus | 1974                                                                                 | De vergeten vallei | geitenhoeder |
| Zwartstaart                                                                                               | 1974                                                                                 | De vergeten vallei | sprekend hert |
| Hannelore                                                                                                 | 1982                                                                                 | De witte gems | eigenaresse van de berghut |
| vader van Hannelore                                                                                       | 1982                                                                                 | De witte gems | waard van de herberg |
| Murmel | 1982                                                                                 | De witte gems | Alpenmarmot |
| Frits | 1982                                                                                 | De witte gems | verloofde van Hannelore |
| mevrouw Poulard                                                                                           | 1982                                                                                 | Het verloren zwaard | |
| de Zwarte Mantel                                                                                          | 1982                                                                                 | Het verloren zwaard | |
| de Rode Mantel                                                                                            | 1982                                                                                 | Het verloren zwaard | |
| Kwak | 1974                                                                                 | De gouden bloem | eend van Lambik |
| Fleurine                                                                                                  | 1974                                                                                 | De gouden bloem | bloem van de planeet Flowurnus |
| Esmeralda                                                                                                 | 1984                                                                                 | De bevende berken | |
| Tuberik                                                                                                   | 1984                                                                                 | De bevende berken | kunstschilder en alchemist |
| koning Oberon en zijn dochter Walda                                                                       | 1984                                                                                 | De bevende berken | |
| Boskanters                                                                                                | 1984                                                                                 | De bevende berken | |
| Dedshoeter                                                                                                | 1978                                                                                 | Het monster van Loch Ness | jager |
| Mac-Mussels                                                                                               | 1978                                                                                 | Het monster van Loch Ness | reus van Urquhart Castle |
| Mister Mac Kenzie                                                                                         | 1978                                                                                 | Het monster van Loch Ness | |
| Mac Donald                                                                                                | 1978                                                                                 | Het monster van Loch Ness | |
| Campbells Cameron                                                                                         | 1978                                                                                 | Het monster van Loch Ness | |
| de heilige Columba en zijn schaap                                                                         | 1978                                                                                 | Het monster van Loch Ness | |
| Nessie en Lessie                                                                                          | 1978                                                                                 | Het monster van Loch Ness | |
| Piet Daleway                                                                                              | 1988                                                                                 | De dappere duinduikers | meeuw |
| Kokkine                                                                                                   | 1988                                                                                 | De dappere duinduikers | koningin en duinduiker |
| Rabbi | 1981                                                                                 | Het geheim van de Kalmthoutse heide | konijn van Lambik |
| Kwiet | 1981                                                                                 | Het geheim van de Kalmthoutse heide | stroper |
| mijnheer A. Traksie                                                                                       | 1981                                                                                 | Het geheim van de Kalmthoutse heide | kermisklant |
| Heikneuters                                                                                               | 1981                                                                                 | Het geheim van de Kalmthoutse heide | |
| agent Klungeleer                                                                                          | 1981                                                                                 | Het geheim van de Kalmthoutse heide | |
| Soerieke                                                                                                  | 1981                                                                                 | Het geheim van de Kalmthoutse heide | veldmuis |
| Igor | 1987                                                                                 | Tegen de ZZZ | hulp van Krimson |
| Boeffer en de Bitskoemers                                                                                 | 1981                                                                                 | Het onbekende eiland | |
| Argentos                                                                                                  | 1981                                                                                 | De zilveren appels | tovenaar |
| Fatti | 1981                                                                                 | De zilveren appels | gebakkraam |
| Boeboel                                                                                                   | 1981                                                                                 | De zilveren appels | drank |
| Karoo | 1981                                                                                 | De zilveren appels | goktent |
| Fons de facteur                                                                                           | 1999                                                                                 | De macabere macralles | postbode |
| Gustine Maca                                                                                              | 1999                                                                                 | De macabere macralles | heks |
| de duivel                                                                                                 | 1999                                                                                 | De macabere macralles | |
| Magister Magius                                                                                           | 1989                                                                                 | Het gouden kuipje | alchemist |
| Knuffel                                                                                                   | 1989                                                                                 | Het gouden kuipje | kat |
| J.C. Ruys en J.J. Ruys (Firma Ruys)                                                                       | 1989                                                                                 | Het gouden kuipje | |
| de tandentikkers                                                                                          | 1985                                                                                 | De tandentikkers | |
| Kari-Es                                                                                                   | 1985                                                                                 | De tandentikkers | leider tandentikkers, verwijst naar cariës |
| Bert | 1983                                                                                 | Beter voor Bert | |
| Marie | 1983                                                                                 | Beter voor Bert | |
| Akio Morita                                                                                               | 1986                                                                                 | Sony-San | oprichter Sony |
| Sony San                                                                                                  | 1986                                                                                 | Sony-San | |
| Knurft | 2013                                                                                 | De bloedbroeder | |
| Graaf d’Hemoglobine                                                                                       | 2013                                                                                 | De bloedbroeder | verwijst naar hemoglobine |
| Axel en Guy                                                                                               | 2012                                                                                 | Het ijzeren duel | eigenaren van Prokenburg |
| Philippe de Fleurons                                                                                      | 2012                                                                                 | Het ijzeren duel | |
| Mireille                                                                                                  | 2012                                                                                 | Het ijzeren duel | dochter van Philippe |
| Willebrord                                                                                                | 2012                                                                                 | Het ijzeren duel | baby van Mireille |
| Wilfried Lemmet                                                                                           | 2012                                                                                 | Het ijzeren duel | wapenverzamelaar |
| Hendrik van Doornen                                                                                       | 2012                                                                                 | Het ijzeren duel | |
| hertog Duc de Donald en zijn musketiers                                                                   | 2012                                                                                 | Het ijzeren duel | |
| Nestor Pecunia                                                                                            | 2013                                                                                 | Barabas de Balorige | |
| Georges                                                                                                   | 2013                                                                                 | Barabas de Balorige | bediende |
| Bakkestoe                                                                                                 | 2013                                                                                 | Barabas de Balorige | stoerste der Gnoerfs |
| Totebel                                                                                                   | 2013                                                                                 | Barabas de Balorige | koningin der Gnoerfs |
| Gnoerfs                                                                                                   | 2013                                                                                 | Barabas de Balorige | |
| Voenkeroep                                                                                                | 2013                                                                                 | Barabas de Balorige | koning van de Huaargs |
| Huaargs                                                                                                   | 2013                                                                                 | Barabas de Balorige | |
| Joe | 2013                                                                                 | De vliegende rivier | |
| Marcel | 2013                                                                                 | De vliegende rivier | |
| Suyal | 2013                                                                                 | De vliegende rivier | |
| Yaima | 2013                                                                                 | De vliegende rivier | |
| Nahuel | 2013                                                                                 | De vliegende rivier | tovenaar/sjamaan |
| Yaco | 2013                                                                                 | De vliegende rivier | |
| David Odsson                                                                                              | 1987                                                                                 | De edele elfen | reporter |
| Tomas Tomassen                                                                                            | 1987                                                                                 | De edele elfen | |
| Holmfridur Karlsottin (Dotti)                                                                             | 1987                                                                                 | De edele elfen | elf |
| agent 17                                                                                                  | 1955                                                                                 | De kleppende klipper | |
| Knul | 1955                                                                                 | De kleppende klipper | de nieuwe buurjongen |
| mijnheer Dinges                                                                                           | 1955                                                                                 | De kleppende klipper | |
| dokter Van Buizegem                                                                                       | 1955                                                                                 | De kleppende klipper | |
| gouverneur van Tonrond en zijn mannen                                                                     | 1955                                                                                 | De kleppende klipper | |
| de ouders van Knul                                                                                        | 1955                                                                                 | De kleppende klipper | |
| professor Maboel Tjilpentoet                                                                              | 1986                                                                                 | De eenzame eenhoorn | vliegvogel |
| Totteke en haar kinderen                                                                                  | 1986                                                                                 | De eenzame eenhoorn | vrouw van professor Maboel Tjilpentoet |
| Wizerd | 1986                                                                                 | De eenzame eenhoorn | hoofd van het dwergvolk |
| prinses Sageline                                                                                          | 1986                                                                                 | De eenzame eenhoorn | |
| prins Reinhart                                                                                            | 1986                                                                                 | De eenzame eenhoorn | |
| Lolly-bot                                                                                                 | 2012                                                                                 | De suikerslaven | verwijst naar lolly |
| koning Caramel                                                                                            | 2012                                                                                 | De suikerslaven | verwijst naar karamel |
| Suchardianen (gemaakt van snoepgoed)                                                                      | 2012                                                                                 | De suikerslaven | |
| Dirk Drop                                                                                                 | 2012                                                                                 | De suikerslaven | verwijst naar drop |
| Kari Yes                                                                                                  | 2012                                                                                 | De suikerslaven | zwarte tovenaar, verwijst naar cariës |
| Diabetes                                                                                                  | 2012                                                                                 | De suikerslaven | de suikerspin, verwijst naar suikerspin |
| Kerstman en zijn kerstmeisjes                                                                             | 2012                                                                                 | De suikerslaven | |
| Zoetekauw                                                                                                 | 2012                                                                                 | De suikerslaven | reusachtige kauw |
| tandenfee                                                                                                 | 2012                                                                                 | De suikerslaven | |
| Cois Antigoon                                                                                             | 2012                                                                                 | Suske de rat | Suske |
| Willemien                                                                                                 | 2012                                                                                 | Suske de rat | Wiske |
| Corina | 2012                                                                                 | Suske de rat | directeur van het internaat, tante Sidonia |
| Sjonny | 2012                                                                                 | Suske de rat | Lambik |
| kapitein Ankerman                                                                                         | 2012                                                                                 | Suske de rat | Jerom |
| Cis Antigoon                                                                                              | 2012                                                                                 | Suske de rat | |
| opzichtster Ina                                                                                           | 2012                                                                                 | Suske de rat | |
| Kees Kadaver                                                                                              | 2012                                                                                 | Suske de rat | |
| Ruud | 2012                                                                                 | Suske de rat | |
| André | 2012                                                                                 | Suske de rat | |
| Cara de Ara                                                                                               | 2012                                                                                 | Suske de rat | |
| Kaatje | 2012                                                                                 | Suske de rat | naaister |
| Luigi | 2012                                                                                 | Suske de rat | kok |
| Sus Antigoon                                                                                              | 2012                                                                                 | Suske de rat | spook |
| architect Jeroen van Rooij                                                                                | 2012                                                                                 | Het bizarre blok | |
| Charon | 2012                                                                                 | Het bizarre blok | |
| de goede en de slechte ik van Lambik                                                                      | 2012                                                                                 | Het bizarre blok | |
| de duivel                                                                                                 | 2012                                                                                 | Het bizarre blok | |
| Hendrik                                                                                                   | 2011                                                                                 | De laaiende linies | staatse Raaf |
| Sanchez                                                                                                   | 2011                                                                                 | De laaiende linies | spaanse Rat |
| Alverman                                                                                                  | 2011                                                                                 | De laaiende linies | een soort kabouter |
| Kardoes                                                                                                   | 2011                                                                                 | De laaiende linies | een soort helhond |
| kapitein Calamarez y Octopuz Congelados                                                                   | 2011                                                                                 | De laaiende linies | |
| Antonius Anselmo                                                                                          | 2011                                                                                 | De laaiende linies | staats edelman |
| Karel (Fernando) en Gonzales                                                                              | 2011                                                                                 | De laaiende linies | spaanse soldaten vermomd als Vlaamse boeren |
| commandant Rodriguez Carambole                                                                            | 2011                                                                                 | De laaiende linies | |
| koopman Bartolomeus Bhoemeranck                                                                           | 2011                                                                                 | De laaiende linies | voorouder van Theofiel Boemerang |
| Philomon Boemerang                                                                                        | 2011                                                                                 | De laaiende linies | neef van Theofiel Boemerang |
| singor Corpulente                                                                                         | 2011                                                                                 | Krimsonia | criminele leider |
| Bob en Benny                                                                                              | 2011                                                                                 | Krimsonia | |
| Roger | 2011                                                                                 | Krimsonia | |
| Nicolaï Dasnietov                                                                                         | 2011                                                                                 | Krimsonia | |
| Papal Ambik                                                                                               | 2011                                                                                 | De bananenzangers | vader van Lambik |
| Bobbelbelly                                                                                               | 2011                                                                                 | De bananenzangers | |
| Dobbelbobbel                                                                                              | 2011                                                                                 | De bananenzangers | |
| dokter Prik en Pikuur                                                                                     | 2011                                                                                 | De bananenzangers | |
| Gringo | 2011                                                                                 | De bananenzangers | |
| Polle | 2011                                                                                 | De bananenzangers | |
| Wadisda Nawer                                                                                             | 2011                                                                                 | De bananenzangers | |
| Lowie | 2011                                                                                 | De bananenzangers | |
| de Jokono's en Mamy Jokono                                                                                | 2011                                                                                 | De bananenzangers | |
| Francis                                                                                                   | 2011                                                                                 | Het lijdende Leiden | suske |
| Louisa | 2011                                                                                 | Het lijdende Leiden | wiske |
| Magdalena Moons                                                                                           | 2011                                                                                 | Het lijdende Leiden | tante Sidonia |
| señor Valdez                                                                                              | 2011                                                                                 | Het lijdende Leiden | lambik |
| Jeroen Karditsel                                                                                          | 2011                                                                                 | Het lijdende Leiden | jerom |
| Janszoon                                                                                                  | 2011                                                                                 | Het lijdende Leiden | |
| grootvader van Francis                                                                                    | 2011                                                                                 | Het lijdende Leiden | |
| burgemeester Pieter van der Werf                                                                          | 2011                                                                                 | Het lijdende Leiden | |
| wethouder Jan van der Does                                                                                | 2011                                                                                 | Het lijdende Leiden | |
| secretaris Jan van Hout                                                                                   | 2011                                                                                 | Het lijdende Leiden | |
| veldheer Lodewijk van Boisot                                                                              | 2011                                                                                 | Het lijdende Leiden | |
| Don Crimsonos de Patatfritez/Mordicus                                                                     | 2011                                                                                 | Het lijdende Leiden | krimson |
| Marcel en Louis                                                                                           | 2011                                                                                 | De zappende ziel | politieagenten |
| Beitelmans                                                                                                | 2011                                                                                 | De zappende ziel | |
| Einsteintje                                                                                               | 2011                                                                                 | De zappende ziel | |
| Totallos                                                                                                  | 2011                                                                                 | De zappende ziel | |
| Alouvaizestonlos                                                                                          | 2011                                                                                 | De zappende ziel | |
| Matahara                                                                                                  | 2011                                                                                 | De zappende ziel | spionne; verwijst naar Mata Hari |
| Zeus | 2011                                                                                 | De zappende ziel | |
| Demetrios                                                                                                 | 2011                                                                                 | De zappende ziel | zoon en kandidaat-opvolger van Antigonus de Eerste van Macedonië |
| Stenodactylos                                                                                             | 2011                                                                                 | De zappende ziel | schrijver van de biografie van Demetrios |
| Minotaurus                                                                                                | 2011                                                                                 | De zappende ziel | |
| Bontenos                                                                                                  | 2011                                                                                 | De zappende ziel | centaur |
| Iclotnielos                                                                                               | 2011                                                                                 | De zappende ziel | pelikaan |
| Trosselos                                                                                                 | 2011                                                                                 | De zappende ziel | schipper; verwijst naar trossen los |
| Kolossus van Rodos                                                                                        | 2011                                                                                 | De zappende ziel | |
| Xendeklos                                                                                                 | 2011                                                                                 | De zappende ziel | dienaar van Demetrios |
| Dokter Van Dienst                                                                                         | 2011                                                                                 | De kwakende queen | |
| Maestro Magico                                                                                            | 2011                                                                                 | De kwakende queen | |
| Spiritzo                                                                                                  | 2011                                                                                 | De kwakende queen | |
| Geronimous Jabbertalk                                                                                     | 2011                                                                                 | De kwakende queen | voorouder van professor Barabas |
| George Beagle                                                                                             | 2011                                                                                 | De kwakende queen | chief inspector van Scotland Yard |
| hofmeester Sourire                                                                                        | 2011                                                                                 | De kwakende queen | |
| koningin Victoria                                                                                         | 2011                                                                                 | De kwakende queen | |
| mister Moneypenny                                                                                         | 2011                                                                                 | De kwakende queen | |
| Jules Verne                                                                                               | 2011                                                                                 | De kwakende queen | |
| Roland | 2010                                                                                 | De stuivende stad | |
| Frank | 2010                                                                                 | De stuivende stad | |
| Koen | 2010                                                                                 | De stuivende stad | |
| de Drei Absjards                                                                                          | 2010                                                                                 | De stuivende stad | zwans, Stoef en Goesting; tuinmannen die de wortels van Antwerpen verzorgen |
| Bronkie                                                                                                   | 2010                                                                                 | De barre bacterie | |
| Marieke                                                                                                   | 2010                                                                                 | De halve Havelaar | |
| heer Ulewapi                                                                                              | 2010                                                                                 | De halve Havelaar | |
| Eduard Douwes Dekker                                                                                      | 2010                                                                                 | De halve Havelaar | Multatuli |
| Jan Douwes Dekker                                                                                         | 2010                                                                                 | De halve Havelaar | plantage-eigenaar |
| Mohka | 2010                                                                                 | De halve Havelaar | verwijst naar mokka |
| Ravana en zijn handlangers                                                                                | 2010                                                                                 | De halve Havelaar | |
| Droogstoppel                                                                                              | 2010                                                                                 | De halve Havelaar | jeugdvriend van Eduard, koffiehandelaar |
| Stern | 2010                                                                                 | De halve Havelaar | |
| Ehspresho                                                                                                 | 2010                                                                                 | De halve Havelaar | verwijst naar espresso |
| gouverneur-generaal Duymaer van Twist                                                                     | 2010                                                                                 | De halve Havelaar | |
| de Gamegoeroe                                                                                             | 2010                                                                                 | De gamegoeroe | |
| K1 | 2010                                                                                 | Krimson break | Krimson |
| K2 | 2010                                                                                 | Krimson break | Achiel |
| K3 | 2010                                                                                 | Krimson break | |
| Benny Bite                                                                                                | 2010                                                                                 | Krimson break | |
| Tuur Garni                                                                                                | 2009                                                                                 | De kokende kei | eigenaar brasserie |
| Piet Precies                                                                                              | 2009                                                                                 | De kokende kei | |
| Rik ambetant                                                                                              | 2009                                                                                 | De kokende kei | |
| Leo(nardo)                                                                                                | 2009                                                                                 | De kokende kei | |
| Luigi | 2009                                                                                 | De kokende kei | |
| Alfonso                                                                                                   | 2009                                                                                 | De kokende kei | |
| Felice | 2009                                                                                 | De kokende kei | |
| Rinaldo                                                                                                   | 2009                                                                                 | De kokende kei | |
| koning Teknozius                                                                                          | 1971                                                                                 | De kale kapper | koning van de Establieten |
| Elvisius                                                                                                  | 1971                                                                                 | De kale kapper | zoon van de koning, verwijst naar Elvis Presley |
| Humperbram                                                                                                | 1971                                                                                 | De kale kapper | zoon van de koning, verwijst naar Engelbert Humperdinck |
| Ringorias                                                                                                 | 1971                                                                                 | De kale kapper | zoon van de koning, verwijst naar Ringo Starr |
| Moami | 1971                                                                                 | De kale kapper | vrouw van de koning |
| Dilijla                                                                                                   | 1971                                                                                 | De kale kapper | verwijst naar Delila |
| Tilisfijnen                                                                                               | 1971                                                                                 | De kale kapper | verwijst naar Filistijnen |
| B. Zoedeling                                                                                              | 1971                                                                                 | De kale kapper | handelaar in strijdwagens |
| Com Peturius                                                                                              | 1971                                                                                 | De kale kapper | verwijst naar computer |
| de Wijze                                                                                                  | 1971                                                                                 | De kale kapper | raadsman van de koning |
| Peerke | 1978                                                                                 | Het drijvende dorp | oudste boogschutter van Stokkentoet |
| Barloef                                                                                                   | 1978                                                                                 | Het drijvende dorp | boze tovenaar |
| Annemie                                                                                                   | 1978                                                                                 | Het drijvende dorp | |
| de Grote Pauw                                                                                             | 1981                                                                                 | De droevige duif | |
| Zwarte Raven                                                                                              | 1981                                                                                 | De droevige duif | |
| Chocko Nwajé                                                                                              | 1981                                                                                 | De droevige duif | |
| Jean-Pierre Servelae                                                                                      | 1981                                                                                 | De droevige duif | tovenaar |
| Khollestrol                                                                                               | 1981                                                                                 | De droevige duif | |
| de Vredesduif                                                                                             | 1981                                                                                 | De droevige duif | |
| professor Alexander Sik                                                                                   | 1981                                                                                 | De rosse reus | |
| Lap | 1981                                                                                 | De rosse reus | |
| Stafke | 1981                                                                                 | De rosse reus | reus |
| Freda | 1981                                                                                 | De rosse reus | vrouw van Stafke |
| Bleitsmöl                                                                                                 | 1981                                                                                 | De rosse reus | baby van Freda en Stafke |
| Lowie | 1979                                                                                 | De stoute steenezel | werker in de metrotunnel |
| Charel | 1979                                                                                 | De stoute steenezel | agent |
| Jakke en Joost                                                                                            | 1979                                                                                 | De stoute steenezel | |
| Dorus | 1979                                                                                 | De stoute steenezel | glasblazer |
| Mammazel                                                                                                  | 1979                                                                                 | De stoute steenezel | dochter van Dorus |
| Pedro | 1979                                                                                 | De pompenplanters | revolutionair |
| vader van Pedro                                                                                           | 1979                                                                                 | De pompenplanters | |
| stiefmoeder van Pedro                                                                                     | 1979                                                                                 | De pompenplanters | |
| Paz | 1979                                                                                 | De pompenplanters | |
| familie Fhé                                                                                               | 1986                                                                                 | De glanzende gletsjer | |
| Poeska en haar verloofde                                                                                  | 1986                                                                                 | De glanzende gletsjer | |
| Pegasus                                                                                                   | 2008                                                                                 | De toetercup | paard |
| Flappie                                                                                                   | 1955                                                                                 | De straatridder | speurhond |
| Rosinante                                                                                                 | 1955                                                                                 | De straatridder | paard |
| Ghalgif                                                                                                   | 1955                                                                                 | De straatridder | |
| Barend | 1955                                                                                 | De straatridder | |
| meneer Ach. Terpoort                                                                                      | 1955                                                                                 | De straatridder | |
| Marie | 1955                                                                                 | De straatridder | |
| Sanders                                                                                                   | 1955                                                                                 | De brullende berg | |
| professor Alpins                                                                                          | 1955                                                                                 | De brullende berg | |
| Pauwels                                                                                                   | 1955                                                                                 | De brullende berg | |
| Toumo-pa                                                                                                  | 1955                                                                                 | De brullende berg | boeddhistisch kluizenaar |
| Bhébhé | 1955                                                                                 | De brullende berg | reus |
| Bokbaard                                                                                                  | 1955                                                                                 | De brullende berg | hoofdman van de bergbokken |
| barones Marie Henriette Lamer de Rodeldal                                                                 | 1956                                                                                 | De spokenjagers | |
| Henri Joseph Lamer de Rodeldal                                                                            | 1956                                                                                 | De spokenjagers | burgemeester en landloper |
| de 6 galgenbroeders                                                                                       | 1956                                                                                 | De spokenjagers | spoken |
| kapitein Person                                                                                           | 1956                                                                                 | De groene splinter | |
| Northon                                                                                                   | 1956                                                                                 | De groene splinter | |
| Muller | 1956                                                                                 | De groene splinter | |
| Lollo | 1956                                                                                 | De groene splinter | Atanosaurus |
| Knoohk | 1956                                                                                 | De groene splinter | |
| Battelaks                                                                                                 | 1956                                                                                 | De groene splinter | |
| Mhepjas                                                                                                   | 1956                                                                                 | De groene splinter | |
| de stam der Doorslagers                                                                                   | 1956                                                                                 | De groene splinter | dwergen |
| Thoraks en zijn mannen                                                                                    | 1956                                                                                 | De groene splinter | reuzen |
| Limbak | 1957                                                                                 | De geverniste zeerovers | |
| kapitein Bloedworst                                                                                       | 1957                                                                                 | De geverniste zeerovers | |
| Mina | 1959                                                                                 | De windmakers | |
| Louis en Karel                                                                                            | 1959                                                                                 | De windmakers | agenten |
| Stan | 1959                                                                                 | De windmakers | autodief |
| T. Hibé                                                                                                   | 1959                                                                                 | De windmakers | secretaris van de Japanse ambassade |
| Miako Kilikoto                                                                                            | 1959                                                                                 | De windmakers | Japans |
| Jank | 1959                                                                                 | De windmakers | Amerikaans |
| Kaviarski                                                                                                 | 1959                                                                                 | De windmakers | Russisch |
| Jen en Joep                                                                                               | 1959                                                                                 | De windmakers | ontsnapte criminelen |
| Kumu | 1960                                                                                 | De wolkeneters | |
| Kosmo | 1960                                                                                 | De wolkeneters | |
| Tsin-Lin                                                                                                  | 1963                                                                                 | De sissende sampan | |
| T. Renslaw                                                                                                | 1963                                                                                 | De sissende sampan | Far East Intelligence Service |
| het Masker en zijn mannen                                                                                 | 1963                                                                                 | De sissende sampan | Pseudoniem voor Krimson |
| Li-Kwang met familie                                                                                      | 1963                                                                                 | De sissende sampan | |
| Cho-Wong                                                                                                  | 1963                                                                                 | De sissende sampan | |
| Draken Lady                                                                                               | 1963                                                                                 | De sissende sampan | |
| Abdoel | 1963                                                                                 | Sjeik El Rojenbiet | |
| Ahmed | 1963                                                                                 | Sjeik El Rojenbiet | |
| Griekse antiquair Vassitrios                                                                              | 1963                                                                                 | Sjeik El Rojenbiet | |
| sjeik El-Rojenbiet                                                                                        | 1963                                                                                 | Sjeik El Rojenbiet | tent 7, woestijn 4 – Hasjimitische Koninkrijk van de Jordaan |
| sjeik Bub-El-Ghum en zijn woestijnrovers                                                                  | 1963                                                                                 | Sjeik El Rojenbiet | |
| Ben Kara-Khol                                                                                             | 1963                                                                                 | Sjeik El Rojenbiet | |
| Go Rilla                                                                                                  | 1965                                                                                 | De apekermis | |
| Sir Oldays en zijn dochter                                                                                | 1966                                                                                 | Wattman | |
| James | 1966                                                                                 | Wattman | |
| Carson | 1966                                                                                 | Wattman | |
| Wattman                                                                                                   | 1966                                                                                 | Wattman | |
| Ratwa | 1966                                                                                 | Wattman | boef |
| Pakmor | 1966                                                                                 | Wattman | boef |
| koning Lowie Katorze                                                                                      | 1966                                                                                 | Wattman | Zonnekoning |
| G. Angtére en zijn bende                                                                                  | 1966                                                                                 | Wattman | |
| generaal Sanservo en zijn leger                                                                           | 1966                                                                                 | Wattman | |
| generaal Krachtlust en zijn leger                                                                         | 1966                                                                                 | Wattman | |
| Johan | 1966                                                                                 | Wattman | |
| Zwartbaard                                                                                                | 1966                                                                                 | Wattman | |
| Lowie | 1967                                                                                 | De zeven snaren | politieagent |
| Lowie | 1967                                                                                 | De zeven snaren | brandweerman |
| Antanneke                                                                                                 | 1967                                                                                 | De zeven snaren | heks |
| Mac Monocel                                                                                               | 1967                                                                                 | De zeven snaren | tovenaar |
| Grootmeester van de Orde der tovenaars                                                                    | 1967                                                                                 | De zeven snaren | |
| Blacksoul en zijn bende struikrovers                                                                      | 1967                                                                                 | De zeven snaren | |
| E.P.H. Endriks                                                                                            | 1967                                                                                 | De gramme huurling | een aalmoezenier van de sociale werken |
| de Blippies                                                                                               | 1967                                                                                 | De gramme huurling | |
| Makakko                                                                                                   | 1967                                                                                 | De gramme huurling | tovenaar |
| Poe-Sjenellen                                                                                             | 1967                                                                                 | De gramme huurling | houten fetisjen |
| Mussels                                                                                                   | 1968                                                                                 | Tedere Tronica | |
| Nukkels                                                                                                   | 1968                                                                                 | Tedere Tronica | |
| mevrouw Bonidas en haar man en baby                                                                       | 1968                                                                                 | Tedere Tronica | buren van professor Barabas |
| directeur Bipheron                                                                                        | 1968                                                                                 | Tedere Tronica | |
| dokter Vervalken                                                                                          | 1968                                                                                 | Tedere Tronica | |
| Javara | 1969                                                                                 | De dromendiefstal | |
| Pempom | 1969                                                                                 | De dromendiefstal | tovenaar |
| Bjoetnix                                                                                                  | 1969                                                                                 | De dromendiefstal | |
| Slyvox | 1969                                                                                 | De dromendiefstal | |
| dokter Paszik                                                                                             | 1969                                                                                 | De dromendiefstal | |
| Tjaf | 1969                                                                                 | De charmante koffiepot | ploegbaas van firma B. Tonarmé |
| Teut | 1969                                                                                 | De charmante koffiepot | |
| Lowie | 1969                                                                                 | De charmante koffiepot | barman |
| Sjarel de landloper                                                                                       | 1969                                                                                 | De charmante koffiepot | |
| Achiel en Felicie                                                                                         | 1969                                                                                 | De charmante koffiepot | |
| Soline | 1969                                                                                 | De charmante koffiepot | |
| juffrouw Sorsjeere                                                                                        | 1969                                                                                 | De charmante koffiepot | |
| Iroknizers                                                                                                | 1970                                                                                 | Twee toffe totems | |
| Stomme-vis-die-het-goed-kan-vertellen                                                                     | 1970                                                                                 | Twee toffe totems | |
| Zwarte Geit                                                                                               | 1970                                                                                 | Twee toffe totems | hoofdvrouw |
| Sterke Beer                                                                                               | 1970                                                                                 | Twee toffe totems | |
| Wilde Stier                                                                                               | 1970                                                                                 | Twee toffe totems | |
| Wrede Wolf                                                                                                | 1970                                                                                 | Twee toffe totems | |
| Rosse Kloek                                                                                               | 1970                                                                                 | Twee toffe totems | |
| Dolle Inas Toe-Bib                                                                                        | 1970                                                                                 | Twee toffe totems | medicijnman |
| No-Zam | 1970                                                                                 | Twee toffe totems | |
| Wasik-Maral en Wasik-Nogmar                                                                               | 1970                                                                                 | Twee toffe totems | heilige totems |
| Jef | 1970                                                                                 | De toornige tjiftjaf | waard |
| Melanie                                                                                                   | 1970                                                                                 | De toornige tjiftjaf | |
| Lowie | 1970                                                                                 | De toornige tjiftjaf | vogelvanger |
| burgemeester Dekort                                                                                       | 1970                                                                                 | De toornige tjiftjaf | |
| Schrik 1 tot 17 van de Vogelschrikbrigade                                                                 | 1970                                                                                 | De toornige tjiftjaf | |
| de heer De Slooper                                                                                        | 2011                                                                                 | Expeditie Robikson | ambtenaar; inspecteur van de dienst Stedenverbouwing en Ruimtelijke Wanordelijkheden |
| Arturito                                                                                                  | 2011                                                                                 | Expeditie Robikson | bodemscannende robot |
| professor Bark                                                                                            | 2008                                                                                 | De bosbollebozen | |
| Awunyi | 2007                                                                                 | De krasse kroko | aboriginal |
| Goeroe | 2007                                                                                 | De krasse kroko | sprekende kangoeroe |
| Kooha | 2007                                                                                 | De krasse kroko | geest in het uiterlijk van een kookaburra, Willy Vandersteen |
| Krokoman                                                                                                  | 2007                                                                                 | De krasse kroko | tovenaar, krokodil |
| Sjakosj                                                                                                   | 2007                                                                                 | De krasse kroko | krokodil |
| Wutu Kame                                                                                                 | 2007                                                                                 | De krasse kroko | tovenaar |
| Karel van Hokkegem                                                                                        | 2007                                                                                 | De curieuze neuzen | de Grote Gok |
| de Neuzelingen                                                                                            | 2007                                                                                 | De curieuze neuzen | |
| broeder Jacob                                                                                             | 2007                                                                                 | De curieuze neuzen | |
| de ouders van Karel                                                                                       | 2007                                                                                 | De curieuze neuzen | |
| Big Snowbel                                                                                               | 2007                                                                                 | De curieuze neuzen | vrouw van Rosse John |
| de vader van tante Sidonia                                                                                | 2007                                                                                 | De curieuze neuzen | |
| de vader van Lambik                                                                                       | 2007                                                                                 | De curieuze neuzen | |
| Tinkan | 2007                                                                                 | De tikkende tinkan | zakelijk leider en stichter van AAP |
| Piet | 2007                                                                                 | De tikkende tinkan | ruimtewezen |
| Reenbo-Worior                                                                                             | 2007                                                                                 | De tikkende tinkan | van de Intergalactische Milieu-inspectie; verwijst naar Rainbow Warrior |
| Hubo | 2006                                                                                 | De kaperkoters | |
| kapitein Kruitdamp                                                                                        | 2006                                                                                 | De kaperkoters | |
| Skieuw | 2006                                                                                 | De kaperkoters | meeuw |
| admiraal Johnson en zijn mannen                                                                           | 2006                                                                                 | De kaperkoters | |
| TJ Beard en zijn mannen                                                                                   | 2006                                                                                 | De kaperkoters | |
| Tomtom | 2006                                                                                 | De kaperkoters | papegaai |
| Shana | 2006                                                                                 | De kaperkoters | kaperkoters |
| Flipper                                                                                                   | 2006                                                                                 | De kaperkoters | dolfijn |
| Biet | 2006                                                                                 | De kaperkoters | slavenopzichter van suikerrietplantage |
| Boon | 2006                                                                                 | De kaperkoters | slavenopzichter van suikerrietplantage |
| Klont | 2006                                                                                 | De kaperkoters | slavenopzichter van suikerrietplantage |
| Ferre | 2006                                                                                 | Het rinkelende raderwerk | |
| Brent | 2006                                                                                 | Het rinkelende raderwerk | |
| Pia | 2006                                                                                 | Het rinkelende raderwerk | |
| Ziggy | 2006                                                                                 | Het rinkelende raderwerk | |
| Jakke | 2006                                                                                 | Het rinkelende raderwerk | |
| Yo | 2006                                                                                 | Het rinkelende raderwerk | |
| Gust Pardon                                                                                               | 2006                                                                                 | Het rinkelende raderwerk | geest |
| Gerard en zijn vrouw                                                                                      | 2006                                                                                 | Het rinkelende raderwerk | |
| Nanette                                                                                                   | 2006                                                                                 | De terugkeer van de lepe luis | |
| Jahi | 2006                                                                                 | De vergeten vluchtelingen | |
| Neema | 2006                                                                                 | De vergeten vluchtelingen | |
| Amani | 2006                                                                                 | De vergeten vluchtelingen | |
| Nuru | 2006                                                                                 | De vergeten vluchtelingen | |
| meester Stekkepoot                                                                                        | 2006                                                                                 | Sinjeur Stekkepoot | |
| Jaap Klinker                                                                                              | 2006                                                                                 | De nachtwachtbrigade en Het lederen monster | reporter van Kunst en Kritiek |
| Cornelia                                                                                                  | 2006                                                                                 | De nachtwachtbrigade | marketenster |
| Frits van Scholten                                                                                        | 2006                                                                                 | De nachtwachtbrigade | Rijksmuseum |
| Frans Banning Cocq                                                                                        | 2006                                                                                 | De nachtwachtbrigade | |
| Maria Overlander                                                                                          | 2006                                                                                 | De nachtwachtbrigade | vrouw van Frans |
| Carel Fabritius                                                                                           | 2006                                                                                 | De nachtwachtbrigade | |
| Samuel van Hoogstraten                                                                                    | 2006                                                                                 | De nachtwachtbrigade | |
| Rembrandt van Rijn                                                                                        | 2006                                                                                 | De nachtwachtbrigade | |
| Saskia | 2006                                                                                 | De nachtwachtbrigade | vrouw van Rembrandt |
| sergeant Rombout Kemp                                                                                     | 2006                                                                                 | De nachtwachtbrigade | |
| sergeant Reyer Engelen                                                                                    | 2006                                                                                 | De nachtwachtbrigade | |
| Willem van Ruytenburch                                                                                    | 2006                                                                                 | De nachtwachtbrigade | |
| kapitein Frans                                                                                            | 2006                                                                                 | De nachtwachtbrigade | |
| Vera Vanduren                                                                                             | 2006                                                                                 | De pronte professor | |
| Tom | 2006                                                                                 | De bangeschieters | barman |
| Ray Carabine                                                                                              | 2006                                                                                 | De bangeschieters | onhandige gangster |
| Rita | 2006                                                                                 | De bangeschieters | persoonlijk psychologe |
| Platgereden Egel (Larry)                                                                                  | 2006                                                                                 | De bangeschieters | |
| Gegrilde Forel (Ronnie)                                                                                   | 2006                                                                                 | De bangeschieters | |
| Wijze Gier                                                                                                | 2006                                                                                 | De bangeschieters | |
| Jack the Killer                                                                                           | 2006                                                                                 | De bangeschieters | |
| Olivier Levasseur                                                                                         | 1988                                                                                 | De komieke Coco | de Buizerd of Ruigpoot, piraat |
| Bonnom de Bwa                                                                                             | 1988                                                                                 | De komieke Coco | tovenaar |
| Jefke | 1988                                                                                 | De wervelende waterzak | |
| koningin Wilhelmina                                                                                       | 1988                                                                                 | De wervelende waterzak | |
| Baden-Powell                                                                                              | 1988                                                                                 | De wervelende waterzak | stichter van de scouting |
| Bobosse                                                                                                   | 1988                                                                                 | De wervelende waterzak | kameel |
| Saoud | 1988                                                                                 | De wervelende waterzak | |
| sjeik Ab-Elpun-Ker en zijn mannen                                                                         | 1988                                                                                 | De wervelende waterzak | |
| sjeik Ali-So-Sisson                                                                                       | 1988                                                                                 | De wervelende waterzak | |
| Jasmina                                                                                                   | 1988                                                                                 | De wervelende waterzak | dochter Shera en Ali |
| Shera | 1988                                                                                 | De wervelende waterzak | vrouw Ali |
| moeder Favorine                                                                                           | 1988                                                                                 | De speelgoedspiegel | |
| Lolli Poppi                                                                                               | 1988                                                                                 | De speelgoedspiegel | |
| meneer De Groen                                                                                           | 1988                                                                                 | De speelgoedspiegel | |
| Treesje                                                                                                   | 1988                                                                                 | De speelgoedspiegel | pop |
| Pietje | 1988                                                                                 | De speelgoedspiegel | |
| Magister Excrucior                                                                                        | 2005                                                                                 | De blikken blutser | |
| prinses Gwendoline                                                                                        | 2005                                                                                 | De blikken blutser | |
| koning Theofilus                                                                                          | 2005                                                                                 | De blikken blutser | Theofiel Boemerang |
| Hudo Van Krampendarm                                                                                      | 2005                                                                                 | De blikken blutser | |
| Chipo | 2005                                                                                 | De blikken blutser | |
| Berthold                                                                                                  | 2005                                                                                 | De blikken blutser | |
| Lilliput Van Cortgestuickt                                                                                | 2005                                                                                 | De blikken blutser | Harnassen Herr von Glanz |
| Graaf Van Zwickzwack                                                                                      | 2005                                                                                 | De blikken blutser | Les Conserves |
| ridder Obesitas                                                                                           | 2005                                                                                 | De blikken blutser | |
| de zwarte ridder Jeroen                                                                                   | 2005                                                                                 | De blikken blutser | Jerom |
| prinses Sidolina                                                                                          | 2005                                                                                 | De blikken blutser | tante Sidonia |
| Barabibi (scarmynkel barabasis)/Guido Guit                                                                | 2005                                                                                 | De energieke guiten | |
| Guiten | 2005                                                                                 | De energieke guiten | tante Sidonia |
| koning Guitinius de tweede                                                                                | 2005                                                                                 | De energieke guiten | |
| koning Guitarius                                                                                          | 2005                                                                                 | De energieke guiten | |
| G. Dokken                                                                                                 | 2005                                                                                 | Het slapende goud | deurwaarderskantoor Dokken en Rappenbitje |
| Rudy | 2005                                                                                 | Het slapende goud | chauffeur |
| Pol | 2005                                                                                 | Het slapende goud | postbode |
| Heinrich                                                                                                  | 2005                                                                                 | Het slapende goud | |
| Fred | 2005                                                                                 | Het slapende goud | |
| Johan | 2005                                                                                 | Het slapende goud | |
| Hippoliet Lambik                                                                                          | 2005                                                                                 | De formidabele fantast | grootoom van Lambik |
| Raymond van Barneveld                                                                                     | 2005                                                                                 | De formidabele fantast | |
| Victor Bernsohn                                                                                           | 2005                                                                                 | De formidabele fantast | |
| Tuber en Culose                                                                                           | 2005                                                                                 | De formidabele fantast | honden |
| moeder Kee                                                                                                | 2005                                                                                 | De formidabele fantast | |
| Lowieke den Baas                                                                                          | 2005                                                                                 | De formidabele fantast | stroper |
| Sok en Piet de Koperen                                                                                    | 2005                                                                                 | De formidabele fantast | |
| Sarah | 2005                                                                                 | De formidabele fantast | dochter van Victor |
| Bruno | 2005                                                                                 | De formidabele fantast | |
| Leonardo                                                                                                  | 2005                                                                                 | De formidabele fantast | leeuw |
| mijnheer Poweril                                                                                          | 1971                                                                                 | De steensnoepers | |
| Toko | 1971                                                                                 | De steensnoepers | |
| de Toeketoes                                                                                              | 1971                                                                                 | De steensnoepers | |
| Taka | 1971                                                                                 | De steensnoepers | vrouw van Toko |
| Tiki | 1971                                                                                 | De steensnoepers | baby van Toko en Taka |
| Jack Potfees                                                                                              | 1971                                                                                 | De gekke gokker | verwijst naar jackpot |
| Lowie | 1971                                                                                 | De gekke gokker | agent |
| Jules | 1971                                                                                 | De gekke gokker | chauffeur |
| Robur | 1972                                                                                 | De boze boomzalver | heilige eik |
| Dryade | 1972                                                                                 | De boze boomzalver | bosnimf |
| Lowie | 1972                                                                                 | De boze boomzalver | houthakker |
| Kleptorix                                                                                                 | 1972                                                                                 | De boze boomzalver | hoofdman |
| Frikadelis                                                                                                | 1972                                                                                 | De boze boomzalver | dochter van Kleptorix |
| Gladde Glipper                                                                                            | 1973                                                                                 | De gladde glipper | |
| Constance (Stans)                                                                                         | 1973                                                                                 | De gladde glipper | moeder van Gladde Glipper |
| Emmanuel Jozef Van Gansen                                                                                 | 1973                                                                                 | De gladde glipper | |
| Lowie | 1973                                                                                 | De gladde glipper | pachter |
| Paul Geerts                                                                                               | 1973                                                                                 | De gladde glipper, De belhamel-bende, De 7 schaken, De verdwenen verteller, De krasse kroko | |
| Snowijt                                                                                                   | 1973                                                                                 | De snoezige Snowijt | |
| Sire Flip                                                                                                 | 1973                                                                                 | De snoezige Snowijt | vogeltje |
| Sneeuw | 1973                                                                                 | De snoezige Snowijt | |
| Hagel | 1973                                                                                 | De snoezige Snowijt | |
| Wind | 1973                                                                                 | De snoezige Snowijt | |
| Zaïni | 1974                                                                                 | De nare varaan | van het geheime genootschap van de Gouden Kris |
| Djaja | 1974                                                                                 | De nare varaan | hoofdman |
| Winston en zijn vrouw                                                                                     | 1974                                                                                 | De nare varaan | |
| Lowie | 1974                                                                                 | De nare varaan | |
| P. Ladijs                                                                                                 | 1974                                                                                 | De nare varaan | |
| Willem de Maaier                                                                                          | 1974                                                                                 | De nare varaan | |
| Lowie | 1974                                                                                 | De nare varaan | agent |
| Komo en zijn kinderen                                                                                     | 1974                                                                                 | De nare varaan | Komodovaraan |
| Marie en haar man                                                                                         | 1974                                                                                 | De mollige meivis | |
| Geraard de Cremer                                                                                         | 1974                                                                                 | De mollige meivis | Mercator, cartograaf |
| Barbara                                                                                                   | 1974                                                                                 | De mollige meivis | vrouw van Geraard de Cremer |
| Chemismos                                                                                                 | 1974                                                                                 | De mollige meivis | kwaadaardig geleerde, alchemist |
| Abi Artolius                                                                                              | 1974                                                                                 | De mollige meivis | |
| Veerle | 1974                                                                                 | De mollige meivis | dochter van Abi |
| Kobe | 1974                                                                                 | De mollige meivis | vis |
| Sebrecum                                                                                                  | 2014                                                                                 | Het schrikkelspook | demon |
| Heinrich Von Fleugellam                                                                                   | 2014                                                                                 | Het schrikkelspook | |
| Kate | 2014                                                                                 | Het schrikkelspook | |
| madam Tack                                                                                                | 2014                                                                                 | Het schrikkelspook | |
| Coco | 2014                                                                                 | Het schrikkelspook | papegaai |
| Paula | 2014                                                                                 | Het schrikkelspook | ezel |
| Cheri | 2014                                                                                 | Het schrikkelspook | poedel |
| George | 2014                                                                                 | Het schrikkelspook | |
| soldaat Bratwurst                                                                                         | 2014                                                                                 | Het schrikkelspook | |
| mijnheer Harry                                                                                            | 2014                                                                                 | De royale ruiter | personeel van hotel Bilton |
| Koning Urban de twaalfde                                                                                  | 2014                                                                                 | De royale ruiter | koning van Urbanië |
| Budrin | 2014                                                                                 | De royale ruiter | broer van Urban |
| kroonprins Kaburdan                                                                                       | 2014                                                                                 | De royale ruiter | |
| Tetrina Botterika                                                                                         | 2014                                                                                 | De royale ruiter | hoofd Urbanische geheime dienst |
| Adelaars                                                                                                  | 2014                                                                                 | De royale ruiter | |
| Bombardo                                                                                                  | 2014                                                                                 | De royale ruiter | vader Barbelina |
| Prulina                                                                                                   | 2014                                                                                 | De royale ruiter | moeder Barbelina |
| Barbelina Bothox                                                                                          | 2014                                                                                 | De royale ruiter | |
| Joep Stairs                                                                                               | 2014                                                                                 | De royale ruiter | trappenmaker, bestuurder van bestelbusje |
| Marinka                                                                                                   | 2014                                                                                 | De royale ruiter | |
| Nashwa | 2013                                                                                 | Het oog van Ra, De krijgers van Sekhmet, De verboden tempel | archeologe |
| Justin Johnson                                                                                            | 2013                                                                                 | Het oog van Ra, De krijgers van Sekhmet, De verboden tempel | steenrijke achterkleinzoon van James Johnson |
| James Johnson en zijn medewerkers                                                                         | 2013                                                                                 | De krijgers van Sekhmet | |
| Abukabar                                                                                                  | 2013                                                                                 | De krijgers van Sekhmet | |
| koning Zahi Mahoud                                                                                        | 2013                                                                                 | De krijgers van Sekhmet | |
| Achmed | 2013                                                                                 | De krijgers van Sekhmet | dienaar van de koning |
| Napoleon                                                                                                  | 2013                                                                                 | De krijgers van Sekhmet | |
| Sechmet                                                                                                   | 2013                                                                                 | De verboden tempel | |
| Stoffer en Blik                                                                                           | 2010                                                                                 | Juffertje Janboel | kabouters |
| het Rotzooizwijn                                                                                          | 2010                                                                                 | Juffertje Janboel | |
| Harry Monkelmans                                                                                          | 2007                                                                                 | De microkomiek | |
| Ray Lennerman                                                                                             | 2007                                                                                 | De microkomiek | |
| Allan Woodman                                                                                             | 2007                                                                                 | De microkomiek | |
| Jason Funnybone                                                                                           | 2007                                                                                 | De microkomiek | |
| Buster | 2007                                                                                 | De microkomiek | |
| Keaton | 2007                                                                                 | De microkomiek | |
| Vanitas                                                                                                   | 2014                                                                                 | Het gebroken dorp | de ijdele kant van het karakter van Lambik |
| Hinde | 2014                                                                                 | Het gebroken dorp | dochter van de graaf van Marchimont |
| Everzwijnmensen                                                                                           | 2014                                                                                 | Het gebroken dorp | dorpelingen van Marchimont |
| Clamora                                                                                                   | 2014                                                                                 | Het gebroken dorp | hofdame, wortelwezentje |
| Wolveniers                                                                                                | 2014                                                                                 | Het gebroken dorp | volgelingen van Clamora |
| La Foudre                                                                                                 | 2014                                                                                 | Het gebroken dorp | de bliksemkrijger, een oeroude natuurgeest |
| Petra Jan Estella Van Stiefrijke                                                                          | 2014                                                                                 | Sterrenrood | familie van tante Sidonia en Wiske |
| oom Moustache                                                                                             | 2014                                                                                 | Sterrenrood | familie van tante Sidonia en Wiske; Moustache betekent snor, ook de vader van tante Sidonia heet De Snor |
| Wiske van Stiefrijke                                                                                      | 2014                                                                                 | Sterrenrood | familie van tante Sidonia en Wiske |
| stuurman Nick Tita                                                                                        | 2014                                                                                 | Sterrenrood | verwijst naar Titanic |
| Cuzke Bypenzwyp                                                                                           | 2014                                                                                 | Sterrenrood | |
| Zydonya Bypenzwyp                                                                                         | 2014                                                                                 | Sterrenrood | |
| inspecteur Lambique                                                                                       | 2014                                                                                 | Sterrenrood | |
| assistent Albert                                                                                          | 2014                                                                                 | Sterrenrood | |
| Jos van de Richel                                                                                         | 2014                                                                                 | Sterrenrood | |
| Madeleine Scapin de Boule                                                                                 | 2014                                                                                 | Sterrenrood | Scaboul is het popje van haar overleden dochter, Madeleine geeft dit popje aan Wiske van Stiefrijke en na vele jaren krijgt Wiske het van haar als geboortegeschenk |
| kapitein Beaufort/Bakkebaard                                                                              | 2014                                                                                 | Sterrenrood | |
| Jerom | 2014                                                                                 | Sterrenrood | stoker |
| Israel Isidore Baline en zijn moeder                                                                      | 2014                                                                                 | Sterrenrood | de jongen zal later als Irving Berlin wereldberoemd worden met White Christmas |
| Rosafiere                                                                                                 | 2023                                                                                 | De zoevende zusters | Goede heks en moeder van Glacillia |
| Glacillia                                                                                                 | 2023                                                                                 | De zoevende zusters | Dochtertje van Rosafiere |
| Bé | 2023                                                                                 | De zoevende zusters | Glacillia's lievelingsschaap |